# Alfred Rethel

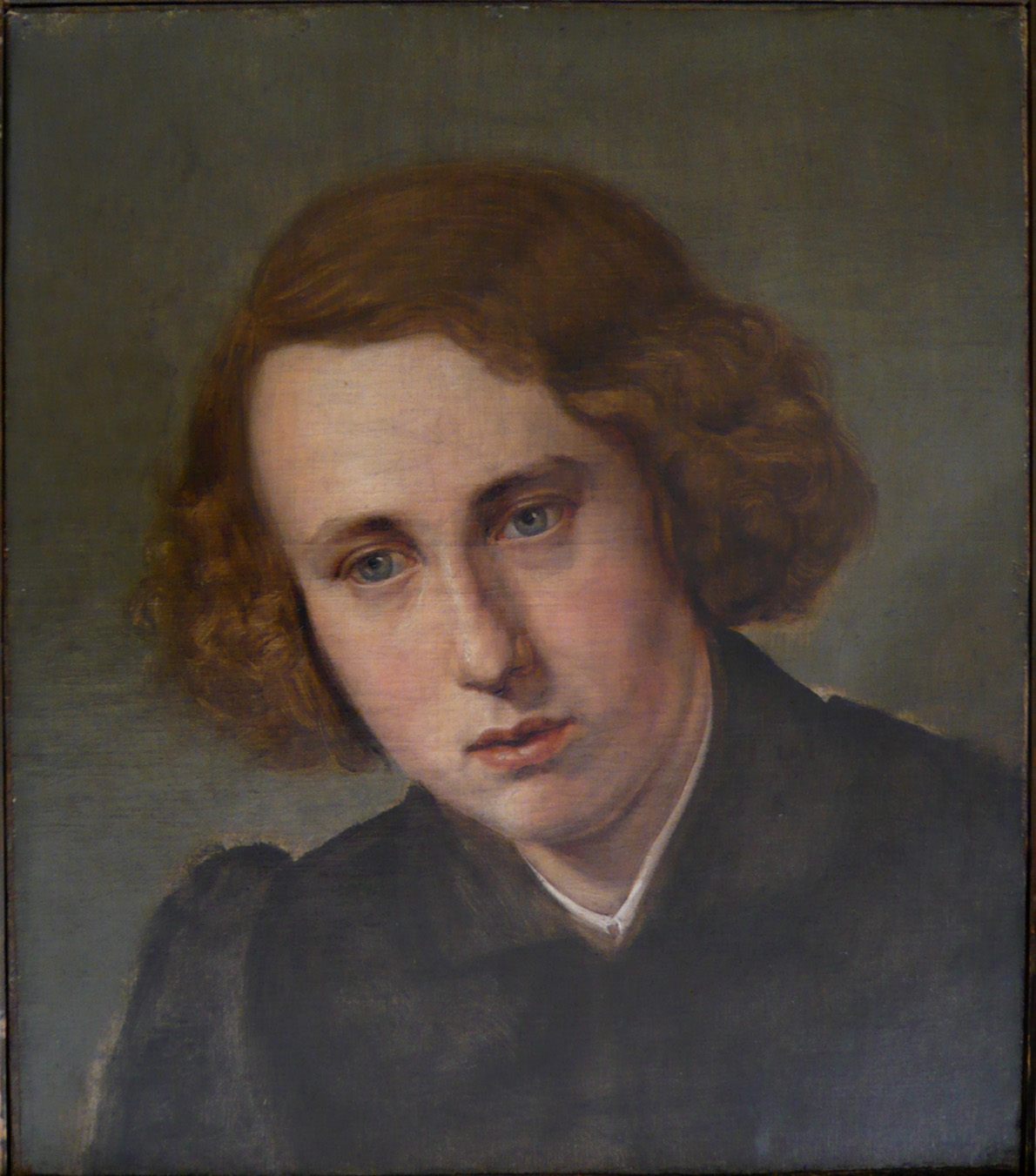
Alfred Rethel, Selbstbildnis, 1832

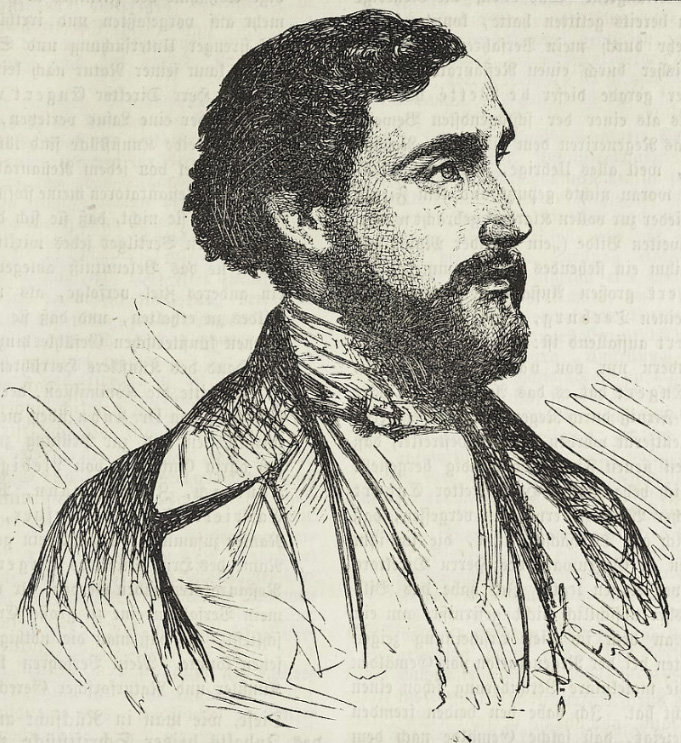
Alfred Rethel, Selbstbildnis, um 1845

Alfred Rethel (* 15. Mai 1816 auf Gut Diepenbenden bei Aachen; † 1. Dezember 1859 in Düsseldorf) war ein deutscher Historienmaler der Spätromantik.

## Leben

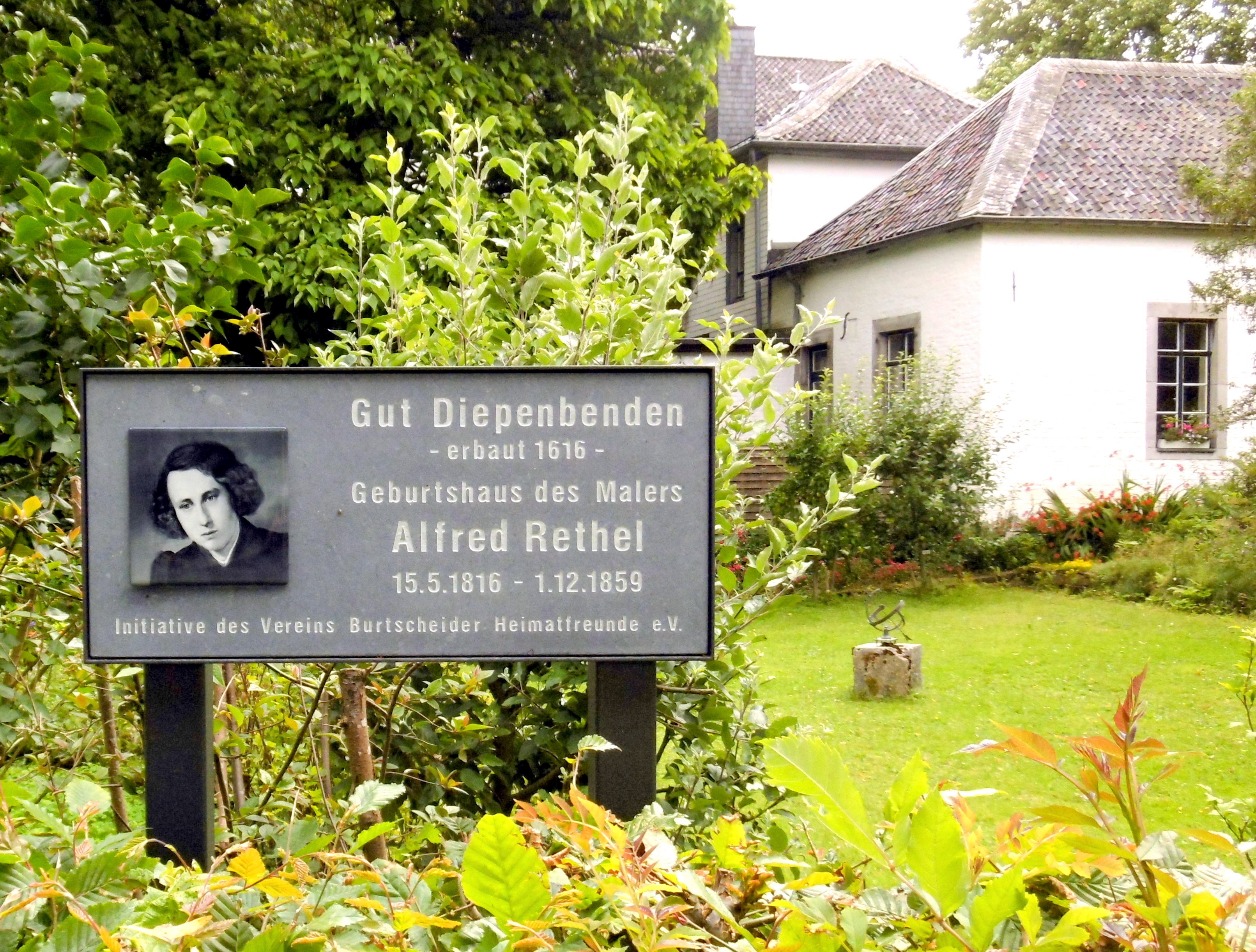
Gedenktafel vor dem Geburtshaus von Alfred Rethel, heute Diepenbenden 41

Alfreds Vater Johann (Jean) Rethel (1769–1839), welcher aus Straßburg ausgewandert und in der Franzosenzeit als Präfekturrat im Département de la Roer in den Diensten Napoleons I. gestanden hatte, besaß das Gut Diepenbenden unterhalb der Quelle der Wurm im Ortsteil Steinebrück der Stadt Aachen, nahe am Aachener Wald.
Nachdem dieser im Jahr 1801 Johanna Schneider (1782–1857) geheiratet hatte, die Tochter eines Aachener Fabrikanten, legte er auf Gut Diepenbenden eine chemische Fabrik an, in der lange Jahre Berliner Blau und Salmiak für den Export nach Holland hergestellt wurde. Gut Diepenbenden wurde 1813 durch eine Windhose zerstört. Das Fabrikgebäude war dabei zwar verschont geblieben, doch der wirtschaftliche Schaden konnte in den folgenden Jahren nicht mehr aufgefangen werden.
Am 15. Mai 1816 wurde Alfred Rethel als viertes von fünf Kindern geboren. In Burtscheid besuchte er eine einklässige Simultanschule, deren Lehrer der Vater von Friedrich Wilhelm Hackländer war.

„[…] war der kleine Alfred Rethel schon damals ein wunderbares Talent. Mit acht oder neun Jahren, ehe er noch irgendwelchen ernstlichen Zeichenunterricht erhalten [hatte], warf er sicher und gewandt alles auf das Papier, […]. Alles kam aus seinem Bleistift wie von selbst hervor und gab in kürzester Zeit, während wir zusahen, ein so gerundetes, durchdachtes und vortreffliches Ganzes, dass […] ältere Leute und Kenner mit Staunen diese Kompositionen betrachteten.“

 Bei dem aus Löwen eingewanderten Johann Baptist Joseph Bastiné erhielt Rethel seinen ersten Unterricht an dessen Aachener Zeichenschule.

Die Harkortsche Fabrik auf Burg Wetter, um 1834

Um 1822 verließen die Rethels Aachen und siedelten nach Wetter an der Ruhr in Westfalen über, wo der Vater eine Stellung in der Harkortschen Fabrik auf Burg Wetter als Buchhalter bekleidete.

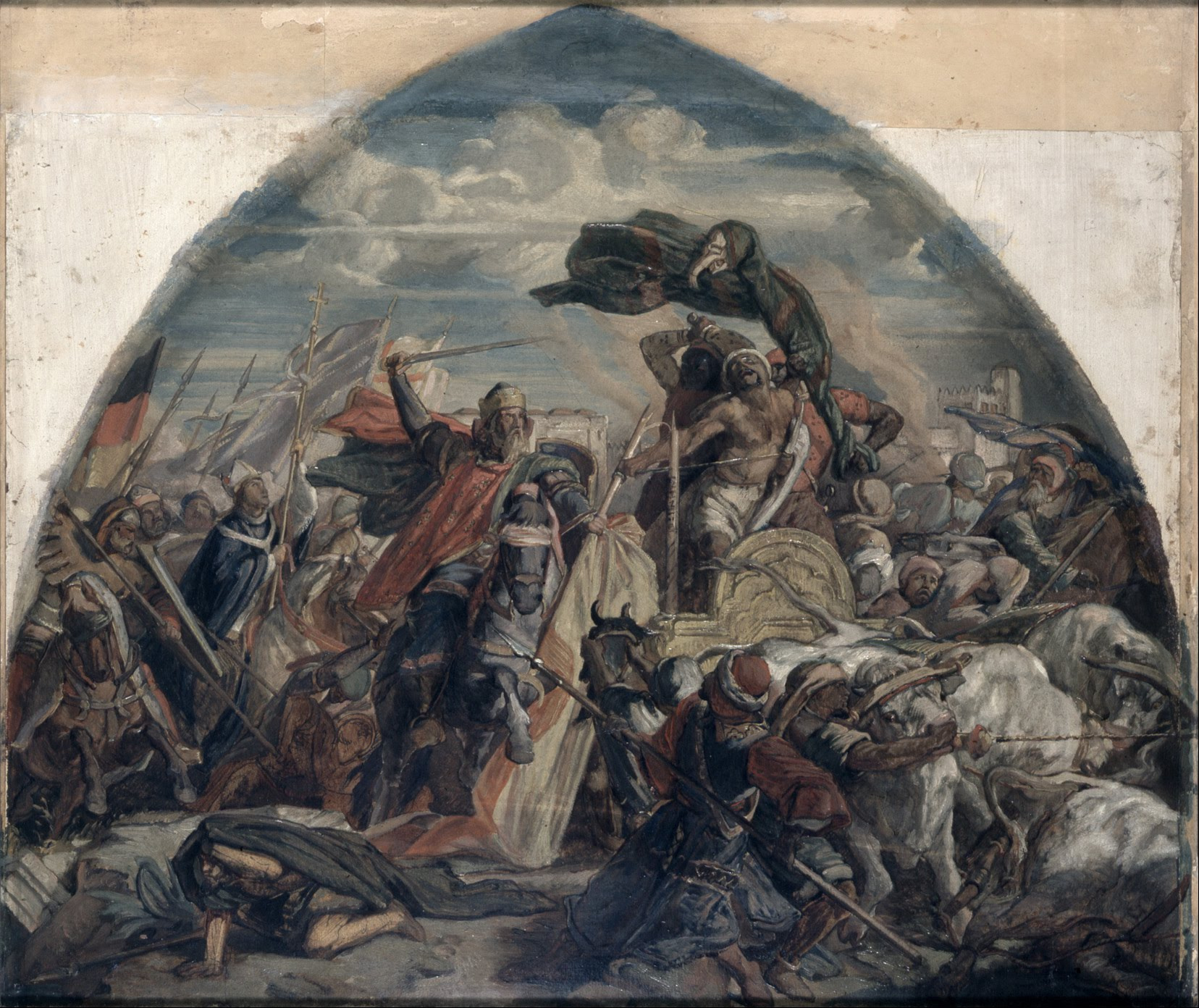
Der Sieg Karls des Großen über die Sarazenen bei Córdoba (778), Historiengemälde (Studie) von Alfred Rethel für den Krönungssaal des Aachener Rathauses, 1849/1850: Neben einer Kreuzesfahne und einer Adlerfahne lässt Rethel über dem siegreichen Frankenheer eine dritte Fahne in den Farben Schwarz-Rot-Gold wehen.
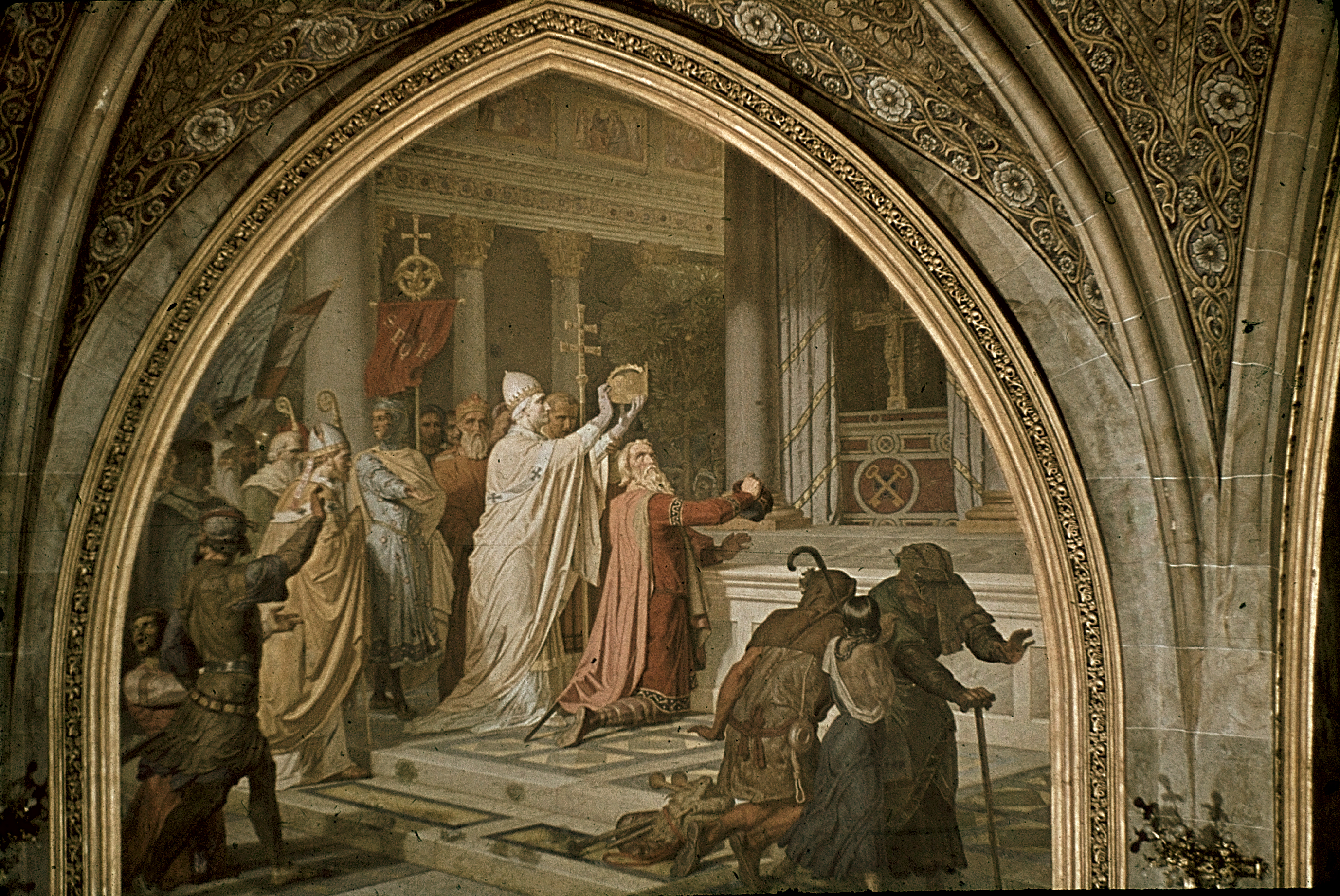
Die Krönung Karls des Großen, Ausführung von Joseph Kehren nach dem Entwurf von Alfred Rethel, um 1860, 1944 zerstört

Im Alter von dreizehn Jahren ging Alfred Rethel, wie auch später sein jüngerer Bruder Otto Rethel, an die Kunstakademie Düsseldorf. Zwischen 1829 und 1836 waren dort der klassizistisch geprägte Porträtist Heinrich Christoph Kolbe und Wilhelm Schadow, der ihn an den Stil der Nazarener heranführte, seine Lehrer. Sein eigentliches Interesse jedoch galt der romantischen Historien- und Monumentalmalerei. Von seiner frühesten Kindheit an hatte Alfred Rethel romantisch inspirierte Bildideen aufgezeichnet. Die Darstellung von Schlachten, wohl angeregt durch Bildwerke zur griechischen Kunst und Geschichte, spielten eine besondere Rolle. 1834/1835 fertigte er die Illustrationen zu Adelheid von Stolterfoths Rheindichtungen „Rheinischer Sagenkreis“, ein „Ciclus von Romanzen, Balladen und Legenden des Rheins“. Die Bekanntschaft mit Carl Friedrich Lessing führte Rethel offenbar der Historienmalerei zu. Ein junger Freund und Kollege Alfred Rethels war der Historienmaler und spätere Akademieprofessor Heinrich Mücke, welcher ihn in seinem Skizzenbuch um 1835/1836 festgehalten hatte, kurz bevor Rethel Düsseldorf verließ. 1836 übersiedelte er nach Frankfurt am Main an das Städelsche Kunstinstitut unter Philipp Veit und bekam dort seine ersten Freskoaufträge. Im Kaisersaal des Römers in Frankfurt fertigte er bis 1843 Fresken der Herrscher Philipp von Schwaben, Maximilian I., Karl V. und Maximilian II. als Ritter in goldener Rüstung mit rotem Mantel.
1839 gewann er den Wettbewerb um die Ausmalung des Krönungssaales im Aachener Rathaus mit Themen aus dem Leben Karls des Großen. Während dieser Jahre dauernden Arbeit, die das Hauptwerk seines Lebens darstellt, geriet er immer mehr in geistige Umnachtung. Im Jahre 1840/1841 malte Rethel die Illustrationen zum „Nibelungenlied“ und 1842 den Aquarellzyklus „Der Zug Hannibals über die Alpen“.

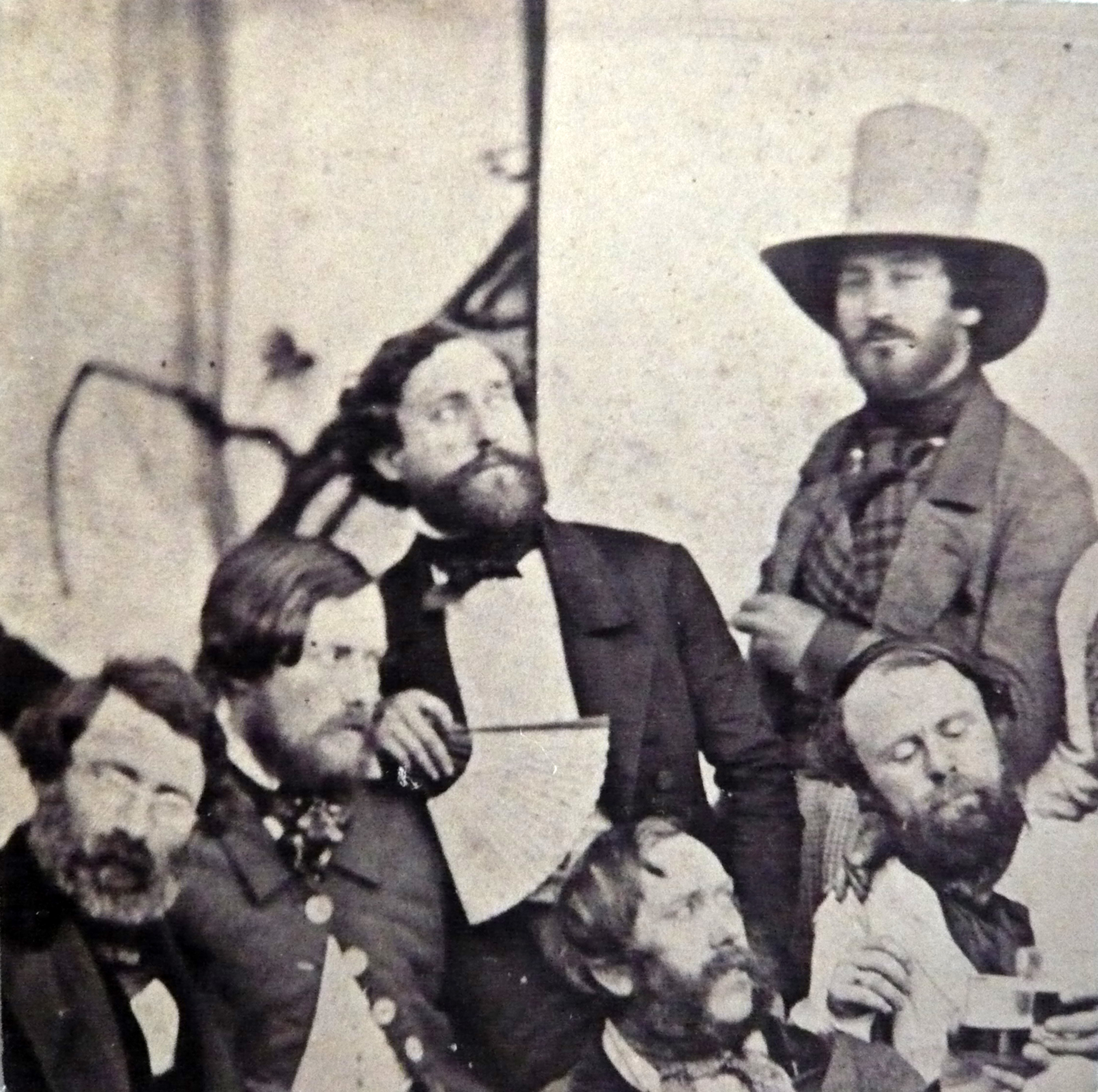
Alfred Rethel (mit Fächer) im Kreise deutscher Künstler in Rom, Foto 1844/1845

1844 reiste er nach Rom. Diese erste Italienreise dauerte bis 1845. Er verkehrte in den Kreisen der Deutschrömer und nahm 1845 am „Cervarofest“ des Deutschen Künstlervereins zu Rom teil.
1847 begann er mit der Ausführung der Karlsfresken. Alleine hat er nur vier Fresken vollendet, bei den übrigen musste er sich helfen lassen, weil er ab 1853 zunehmend in Depressionen verfiel. Für Rethels Fresken waren die südlichen Fenster des Rathaus-Saales zugemauert worden. Dadurch hatte der Raum sein architektonisches Gleichgewicht verloren. Die Architektur wurde dem Maler dienstbar gemacht. Hier spiegelt sich die Auffassung seiner Zeit, die vielerorts durch Gemälde und Fresken alten Bauten den Charakter einer „Weihestätte“ zu geben suchte, geprägt von einem patriotischen Frömmigkeitsideal, wie es den deutschen Bildungshumanismus damals auszeichnete (Verbindung von nationalem Mittelalter und Christentum).
Von den acht Karlsfresken sind im Zweiten Weltkrieg drei zerstört worden. Die verbliebenen fünf wurden transloziert, also sorgfältig von der Wand gelöst, gründlich restauriert und an einer anderen Stelle wieder angebracht.
Rethels Fresken stehen vor dem großen Hintergrund der Geschichtsauffassung des frühen 19. Jahrhunderts. Diese dokumentiert ein Zitat von Friedrich Theodor Vischer von 1844: „Die Geschichte, die Welt als Schauplatz des Herrn, die naturgemäße Wirklichkeit in scharfen, nicht romantisch schwankenden, festen Umrissen darzustellen, als eine Bewegung, worin sittliche Mächte Gottes Gegenwart verkünden […] das ist das Feld des modernen Künstlers.“ Und weiter: „Ein Maler führte eine große geschichtliche Szene aus, worin eine allwaltende sittliche Macht siegend oder zum Heldentod stärkend ihren Triumph feiert: […] das ist ein Blatt aus dem Buch der Gottheit, ein Act aus der Geschichte der Selbstbewegung Gottes.“
Große Aufmerksamkeit erzielte Rethel mit seinen Holzschnittfolgen Auch ein Todtentanz / aus dem Jahre 1848 (Titel der Erstausgabe). Die Idee dieser Folge hatte er bereits länger gehabt, wie verschiedene Sensemann-Bilder aus dem Jahre 1847 zeigen, darunter beispielsweise der Holzschnitt „Der Tod als Würger“, welcher auf die Cholera in Paris von 1831 hinweist. Der Zyklus „Auch ein Totentanz“ ist nicht vom Dresdner Maiaufstand inspiriert worden, da Rethel bereits im Winter 1848 mit der Ausarbeitung begonnen hatte. Mit der aus sechs Holzschnitten bestehenden Folge knüpft Rethel an die Totentanz-Holzschnitte Hans Holbeins an. Dargestellt wird, wie der Tod zunächst von fünf weiblichen Gestalten Schwert, Waage und andere Utensilien übergeben bekommt, im Folgenden in eine Stadt reitet und dort auf dem Marktplatz die Bürger für die Revolution zu begeistern versucht; im Hintergrund ist ein Plakat mit der Aufschrift „Freiheit, Gleichheit, Brüderlichkeit“ zu sehen. In den folgenden Bildern übergibt er den Bürgern ein Schwert mit der Aufschrift „Volks Justiz“ und eine Kampfszene wird dargestellt. Im letzten Bild reitet der Tod mit einem Lorbeerkranz (Zeichen des Siegers) auf dem Haupt über die Gefallenen. Die Moral ist, dass das Volk nun frei und gleich ist (vgl. Todtentanz). Die Bilder werden von Texten von Robert Reinick begleitet. Die Darstellung in Auch ein Totentanz erreichte eine hohe Resonanz in den Zeitungen und wurde insbesondere von konservativen Kreisen begeistert aufgenommen. Die politische Aussage trat dabei stark in den Vordergrund. Auf Drängen mehrerer Seiten wurde ein billigerer Nachdruck mit einer Auflagenstärke von 10.000 Exemplaren nachgereicht – eine für damalige Verhältnisse außergewöhnlich hohe Zahl.
Den Winter von 1848 auf 1849 verlebte Rethel in Dresden, in seiner Gemütsstimmung aufgefrischt durch den Verkehr mit Julius Schnorr von Carolsfeld, Ernst Rietschel, Eduard Bendemann, Julius Hübner, Robert Reinick und der Familie von August Grahl. Auch machte er in Dresden die Bekanntschaft mit Clara und Robert Schumann, welche ihn nach 1851 in Aachen besuchten, wo er die Decken des Krönungssaals ausmalte.

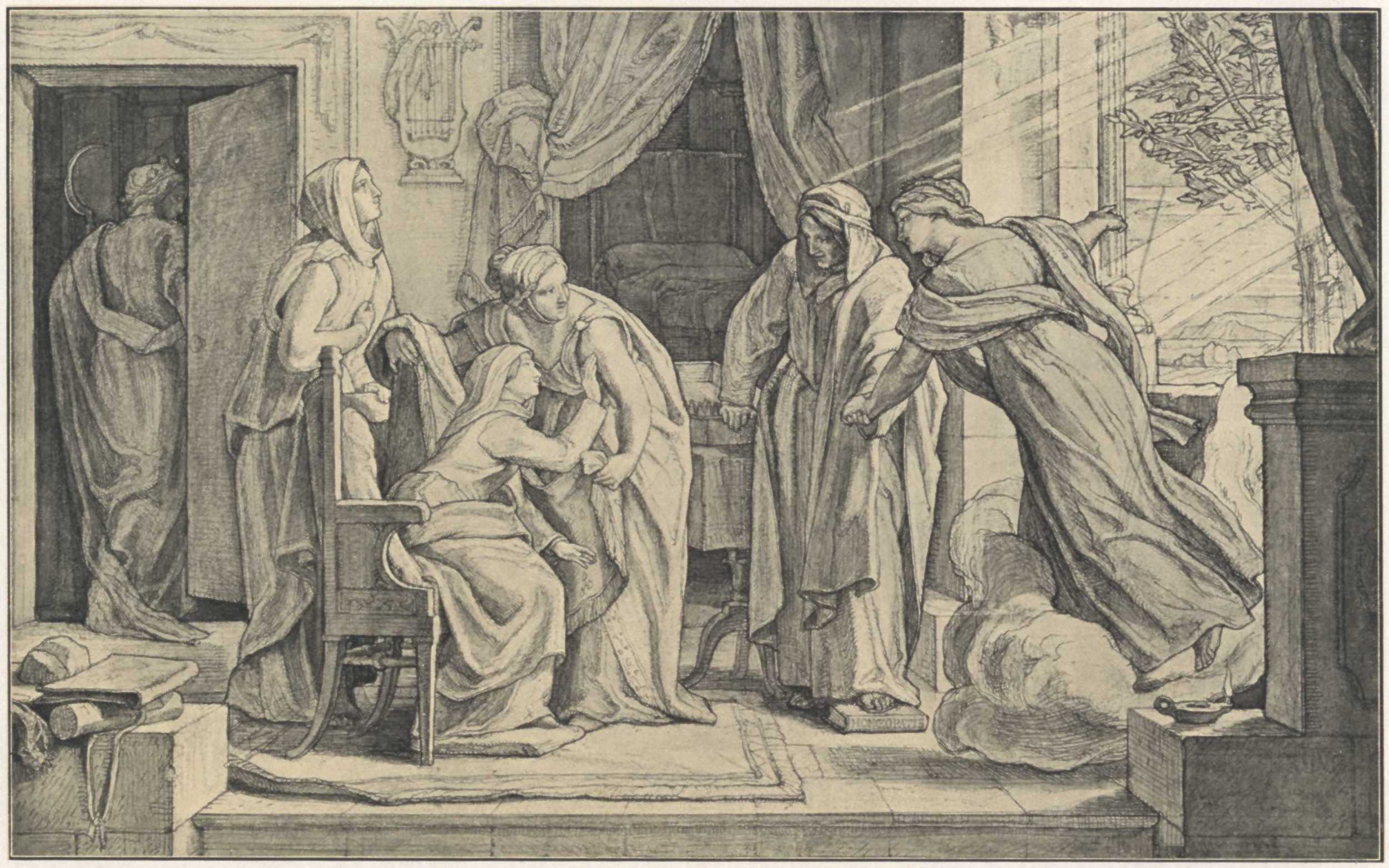
Genesung Marie Rethel geb. Grahl 1852

Am 17. Oktober 1851 heiratete Rethel Maria Elisabeth Henrietta Philippina Grahl (1832–1895) in der Sophienkirche in Dresden, welche er um 1849 im Haus ihres Vaters August Grahl kennengelernt hatte. In Erinnerung an die Verlobungszeit hatte Alfred Rethel Darstellungen der Monate in Kindgestalten gefertigt, welchen seine Frau kleine Verse zufügte. 1919 wurde das Erinnerungsbüchlein an die Brautzeit aus dem Jahre 1851 vom Verlag Julius Bard in Berlin gedruckt. Kurz nach der Hochzeit erkrankte Marie Rethel an Typhus, schwebte lange Zeit zwischen Leben und Tod, und die Sorge und das strenge Fernhalten von der jungen Frau wirkten sich ungünstig auf den Gemütszustand von Alfred Rethel aus. Mit ihrer Gesundung empfand Rethel eine tiefe Dankbarkeit, so schuf er die Komposition Genesung.
Im Frühjahr 1852 begab sich Rethel, auf Anraten der Ärzte, nach Düsseldorf und Aachen, wo der Familie seine weiche Stimmung und seine unsichere Sprache auffiel. Im Spätsommer reiste Rethel mit seiner jungen Frau nach Rom, seine zweite Italienreise. Das Paar bezog eine kleine Wohnung in der Via del Tritone. Nähere Freunde, darunter Woldemar und Agnes Hottenroth, beobachteten mit großer Sorge den sich täglich verdüsternden Zustand. 1853 brach seine Geisteskrankheit endgültig aus, er kehrte nach Deutschland zurück und wurde von seinem Bruder Otto Rethel und Schwiegervater August Grahl in die  Richarz’sche Privat-Nervenheilanstalt nach Bonn-Endenich gebracht. Die Gehirnkrankheit schritt rasch voran und stellte sich als unheilbar heraus. In seinen letzten sechs Lebensjahren kümmerten sich sein Bruder Otto Rethel und seine Schwester Emma (* 1802) im Haus seiner Mutter in Düsseldorf-Pempelfort auf der Duisburger Straße 127 bis zu seinem Tod fürsorglich um ihn. Seine junge Frau sowie die gemeinsame Tochter Else (1853–1933), die später den Maler Karl Rudolf Sohn heiratete, wurden zu deren Familie nach Dresden in das Oppenheim’sche Palais an der Bürgerwiese geholt.
Alfred Rethel starb am 1. Dezember 1859 im Alter von 43 Jahren an den Folgen seines Gehirnleidens. Sein Grab befindet sich auf dem südlichen Teil des alten Golzheimer Friedhofs, neben dem seiner Mutter Johanna. Zu seinen Nachfahren gehören die Maler Alfred Sohn-Rethel und dessen Kinder, Otto Sohn-Rethel, Karli Sohn-Rethel und Mira, geborene Sohn, Gattin von Werner Heuser und deren Tochter Ursula Benser.

### Politische Einstellung
Alfred Rethels politische Gesinnung war, anders als diese Darstellung zunächst vermuten lässt, nicht der reaktionären Partei zugeneigt. Nach der Niederschlagung des Dresdner Aufstandes schrieb er seiner Mutter: „Vor ein paar Stunden hat sich die entsetzliche Katastrophe in hiesiger Stadt zu Gunsten des Militärs […] entschieden – ein […] herrliches Werk zu Ehren Deutschlands ist unter der kaltblütigen berechnenden Militärgewalt unter dem Säbel gesunken! Ich sah der Entstehung dieser Bewegung mit Mißtrauen zu und erwartete rothe Republik, Communismuß mit allen seinen Konsequenzen. – Allein es war wahrhaftige allgemeine Volksbegeisterung im edelsten Sinne zur Herstellung eines großen edlen Deutschlands, eine Mission, die ihnen Gott in die Brust gelegt und nicht durch das radikale Geschwätz schlechter Zeitungen und Volksrednern hervorgerufen worden.“
Wolfgang Müller von Königswinter, ein guter Freund und Wegbegleiter Rethels, konstatierte in einer zwei Jahre nach dessen  Tod veröffentlichten Monografie, dass dieser ein entschiedener Gegner revolutionärer Bewegungen gewesen war und stattdessen eine Position des gemäßigten Fortschrittes vertreten hatte. Das Ideal der Einheit Deutschlands habe Rethel durch radikale Parteien in weite Ferne gerückt gesehen. Er selbst sei der konstitutionellen Partei zugeneigt gewesen.

## Werke (Auswahl)

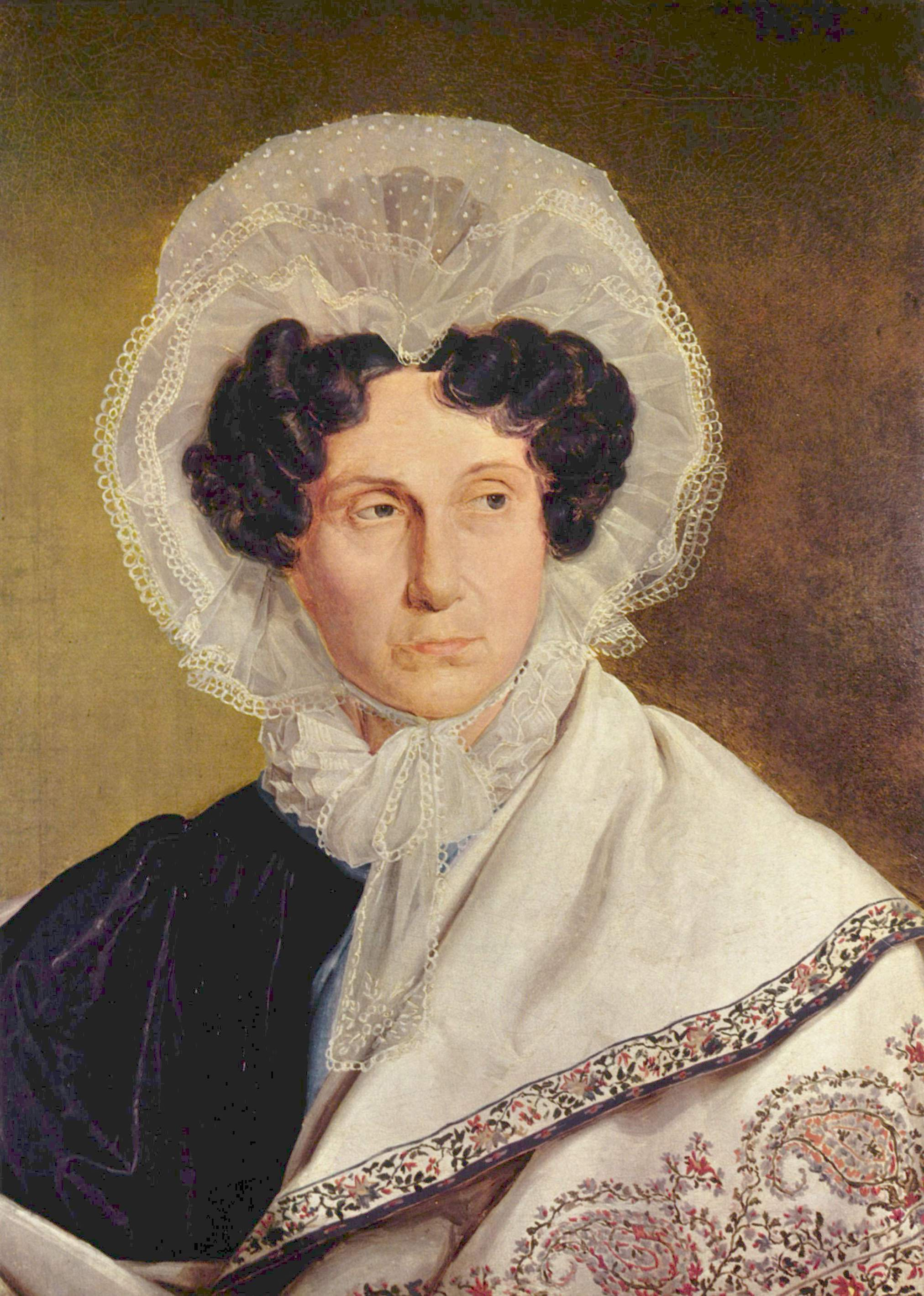
Porträt der Mutter des Künstlers, Johanna Christiana Schneider
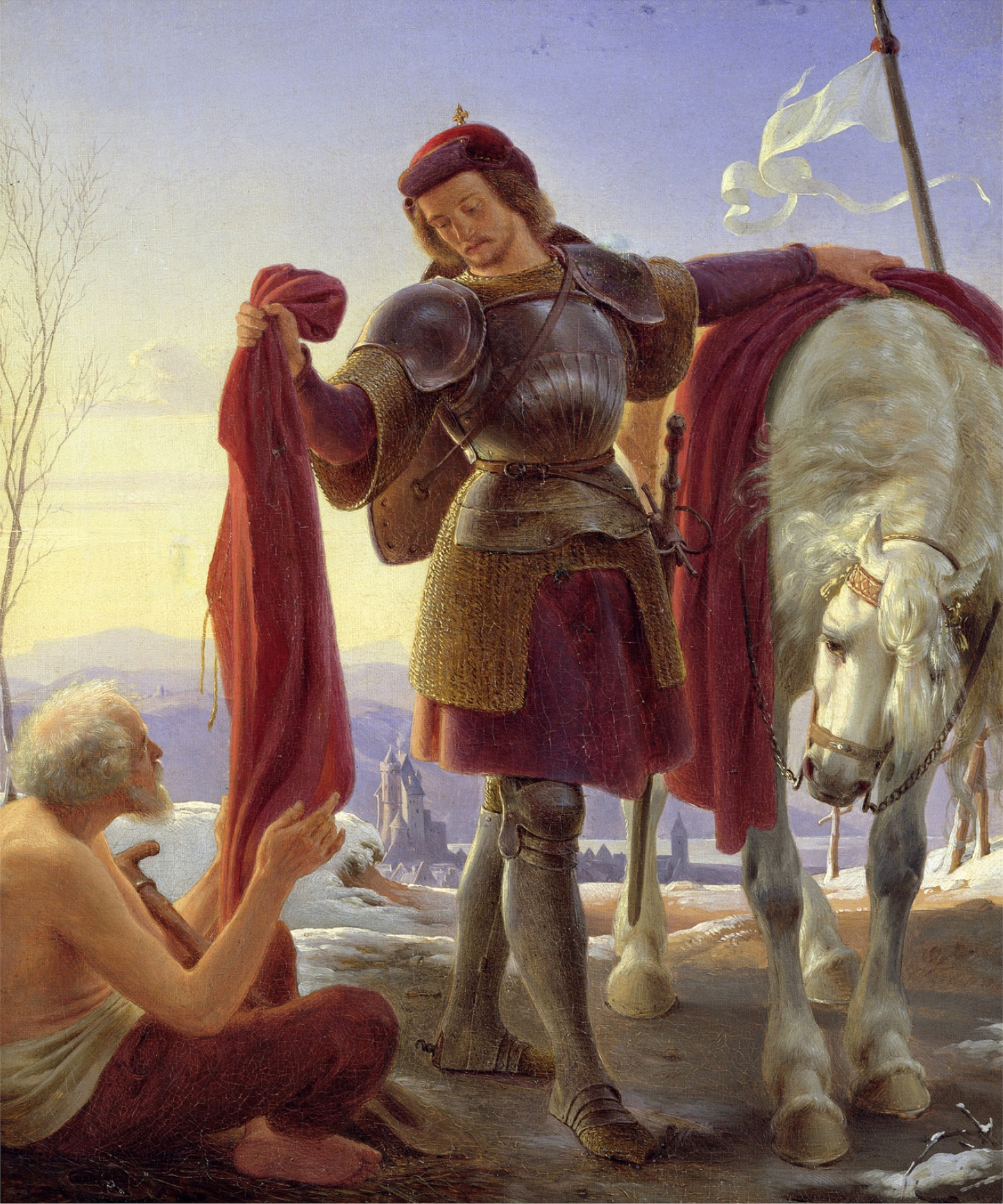
Der heilige Martin, 1836
Nemesis, 1837
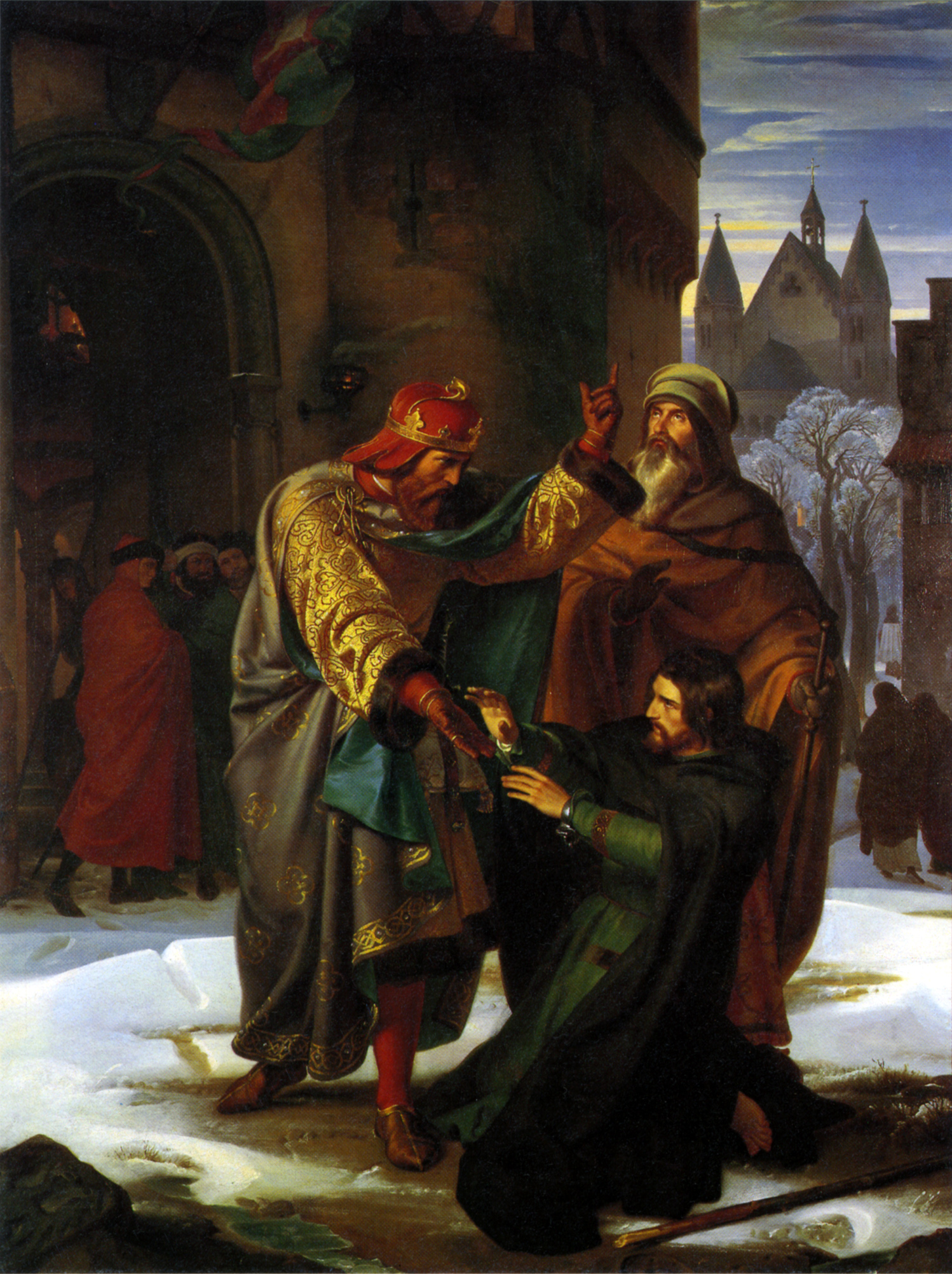
Die Versöhnung König Ottos mit seinem Bruder Heinrich 941 in Frankfurt am Main, 1840
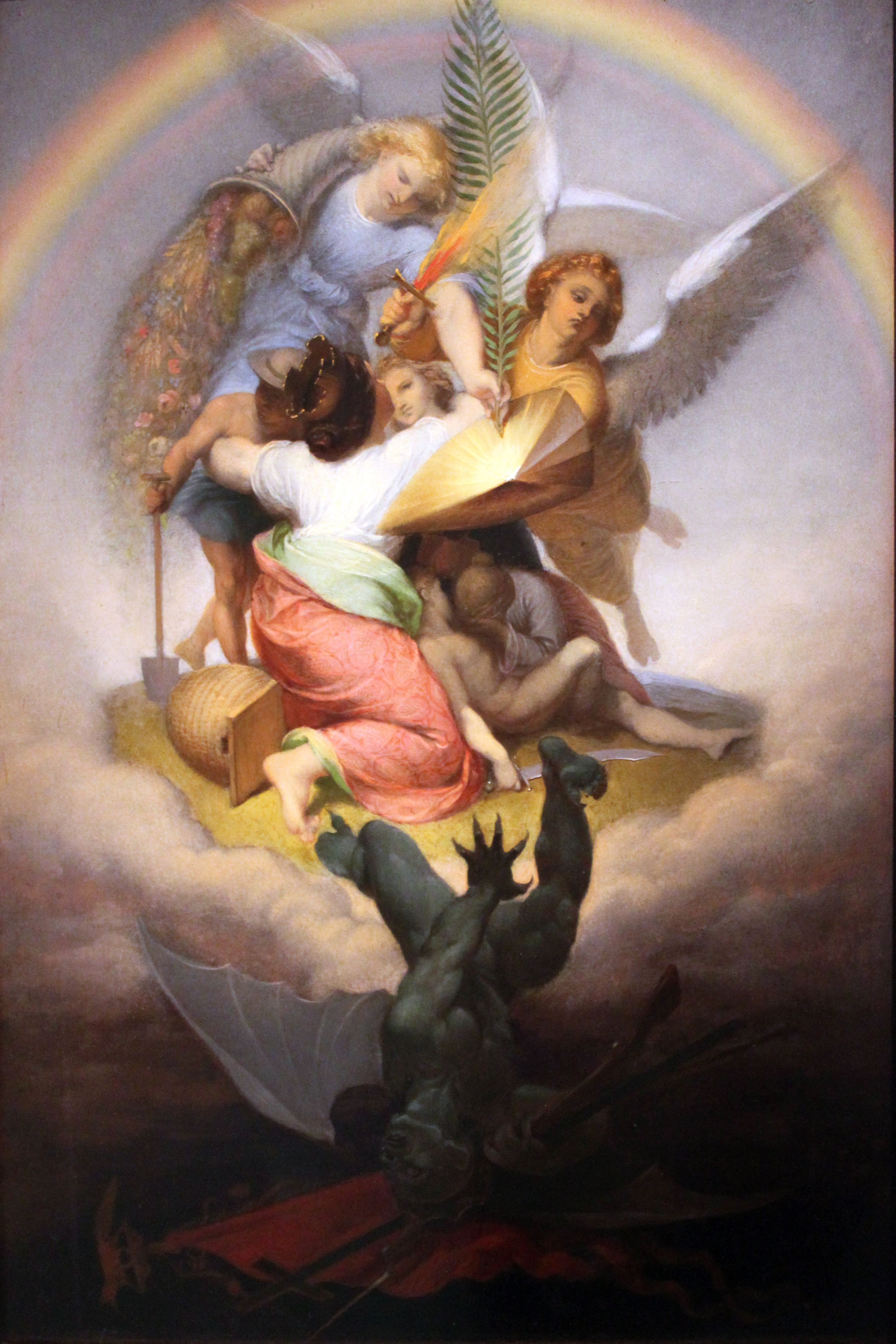
Allegorie auf die Niederschlagung der Revolution von 1848

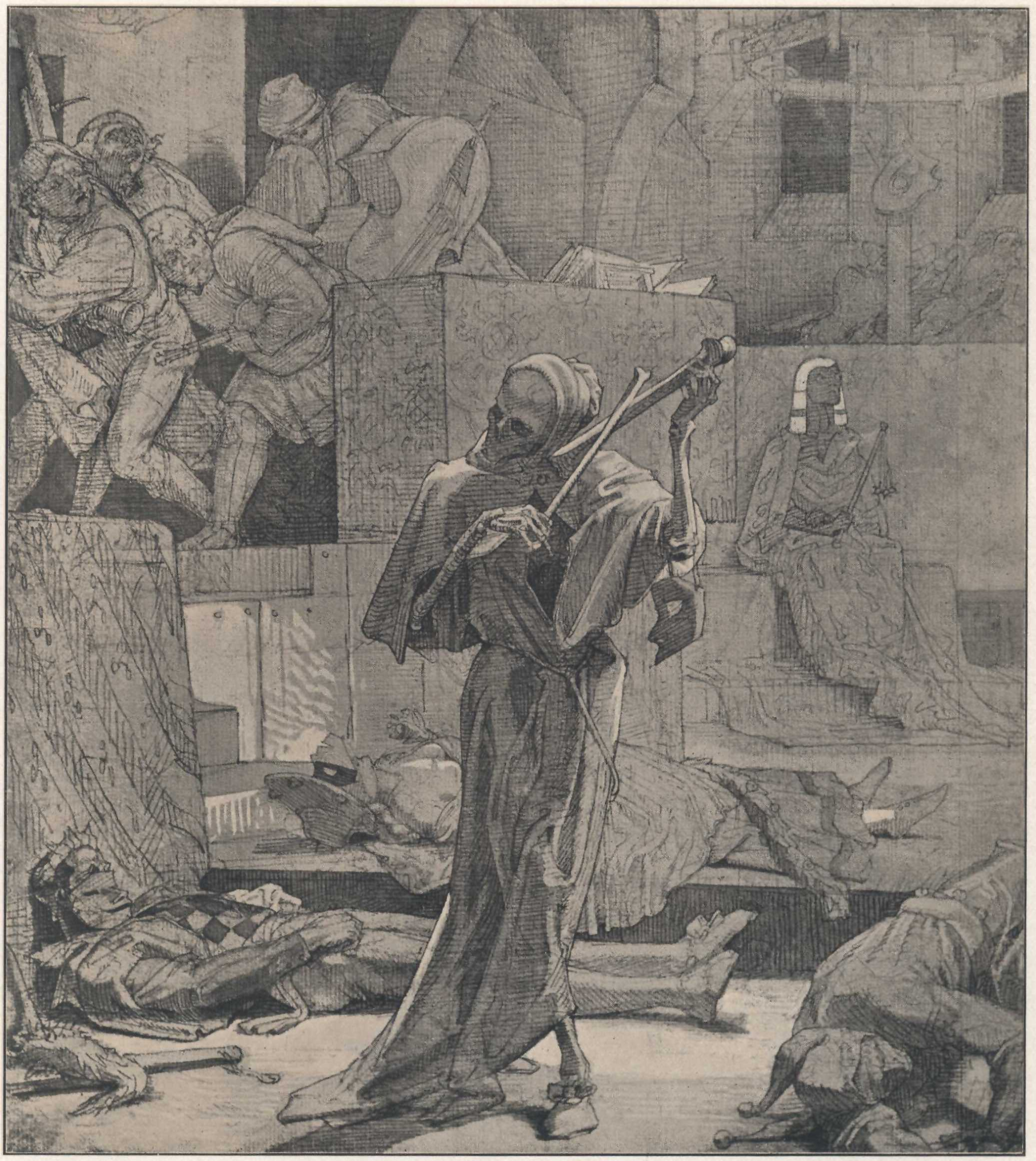
Der Tod als Würger, 1847
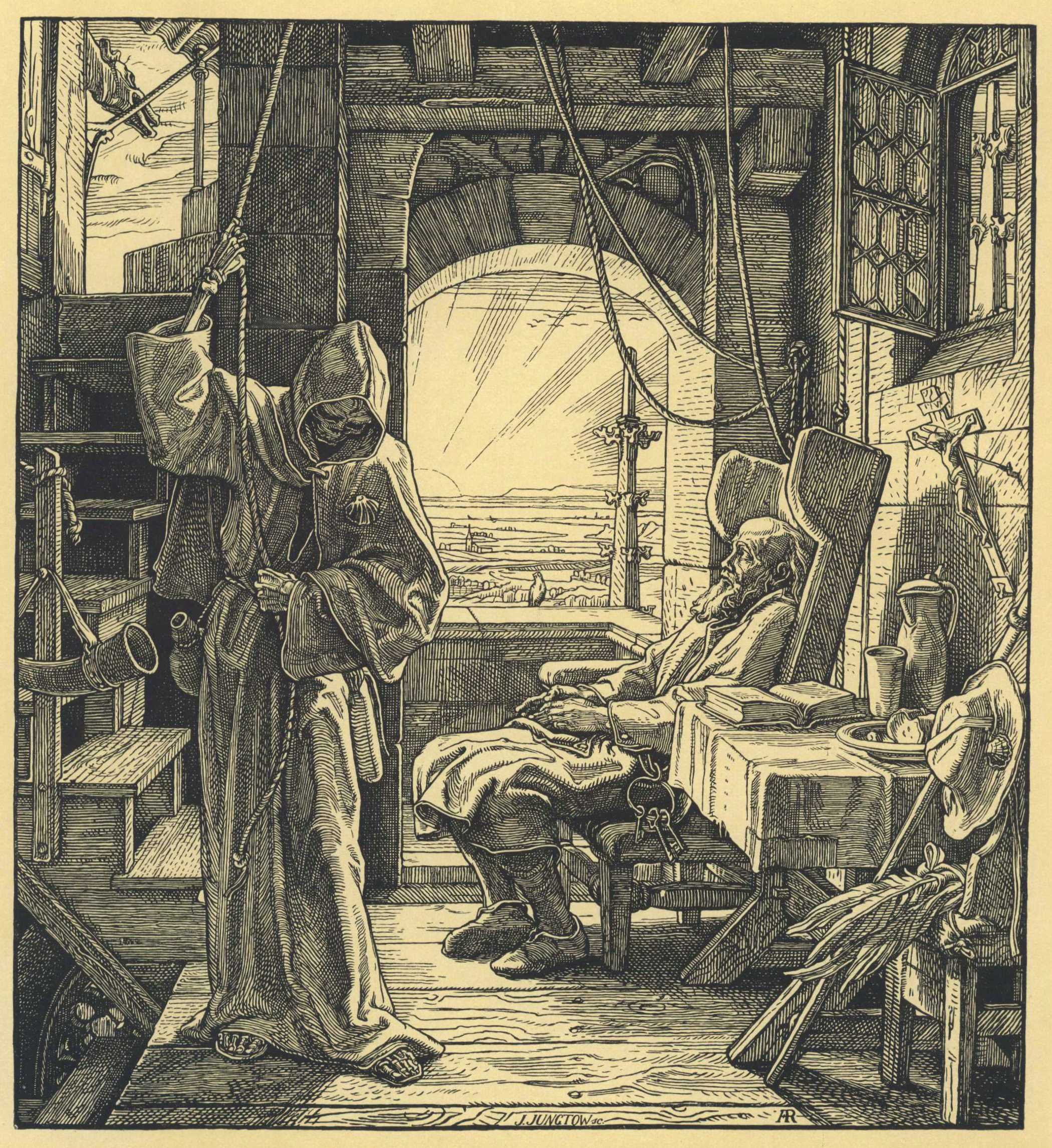
Der Tod als Freund, 1851
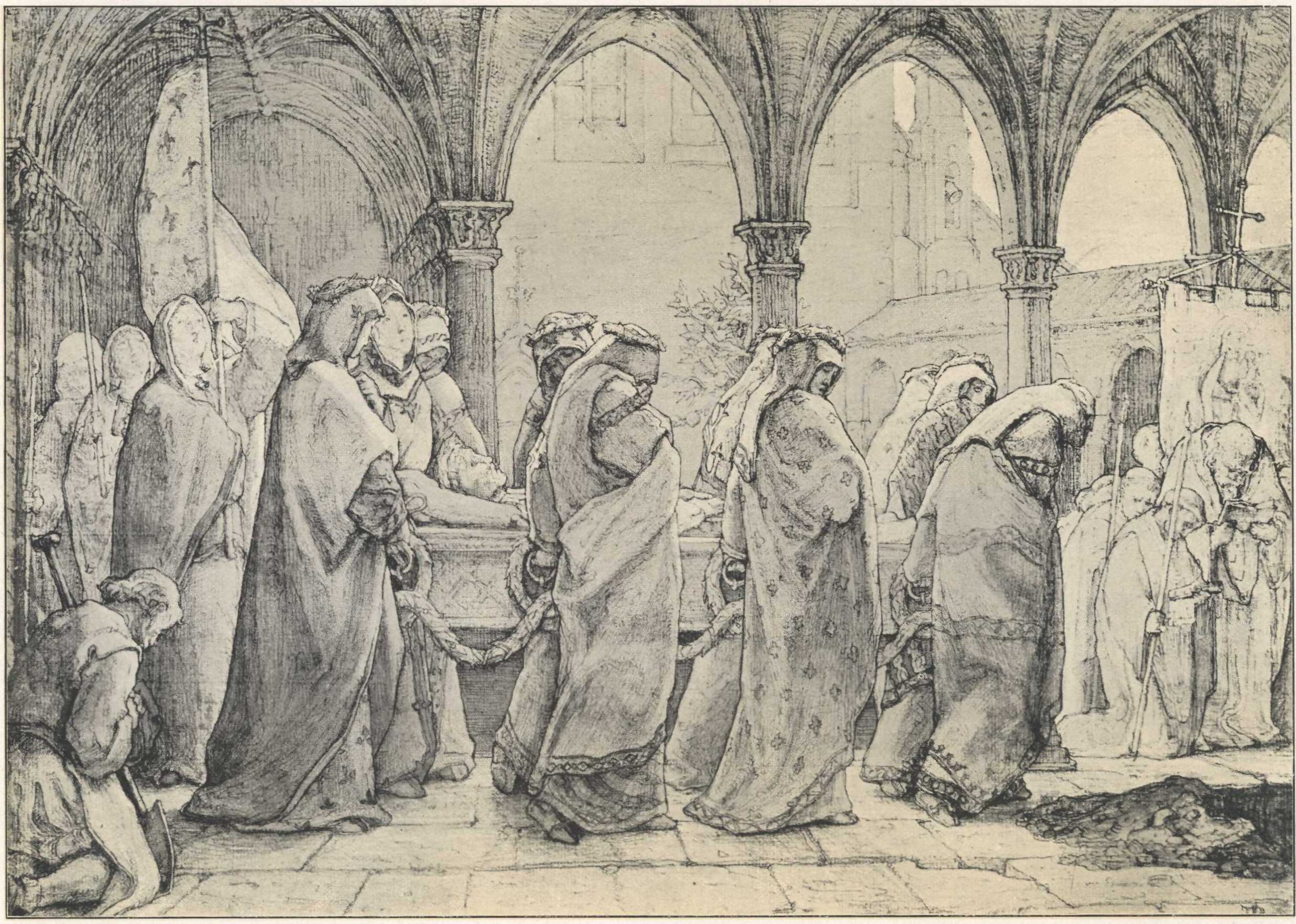
Frauenlobs Begräbnis

### Hannibals Zug über die Alpen

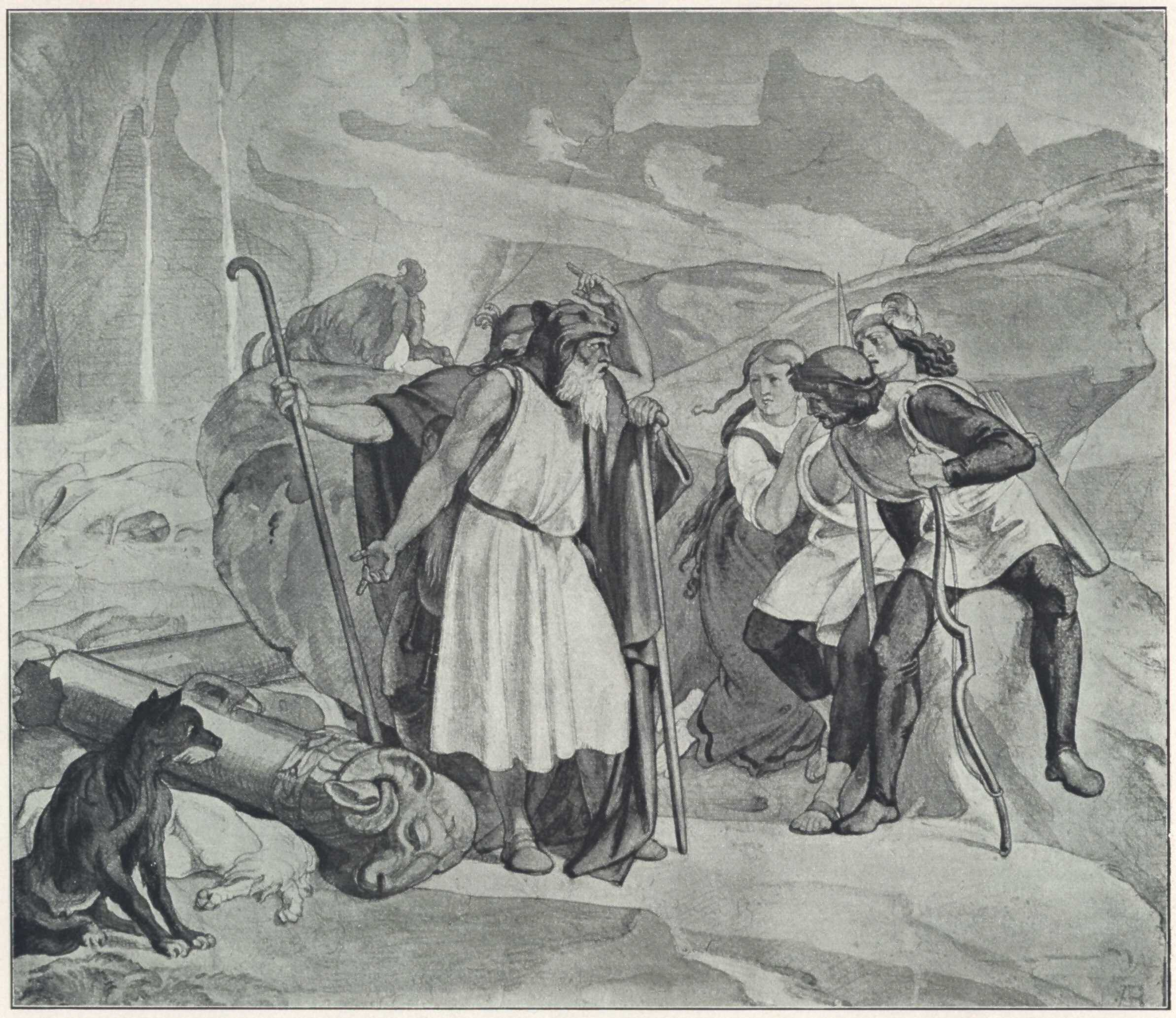
Hannibalszug, Blatt 1: Schweizer Alpenhirten betrachten die im aufthauenden Schnee sichtbaren Spuren des Heerzuges der Karthager.
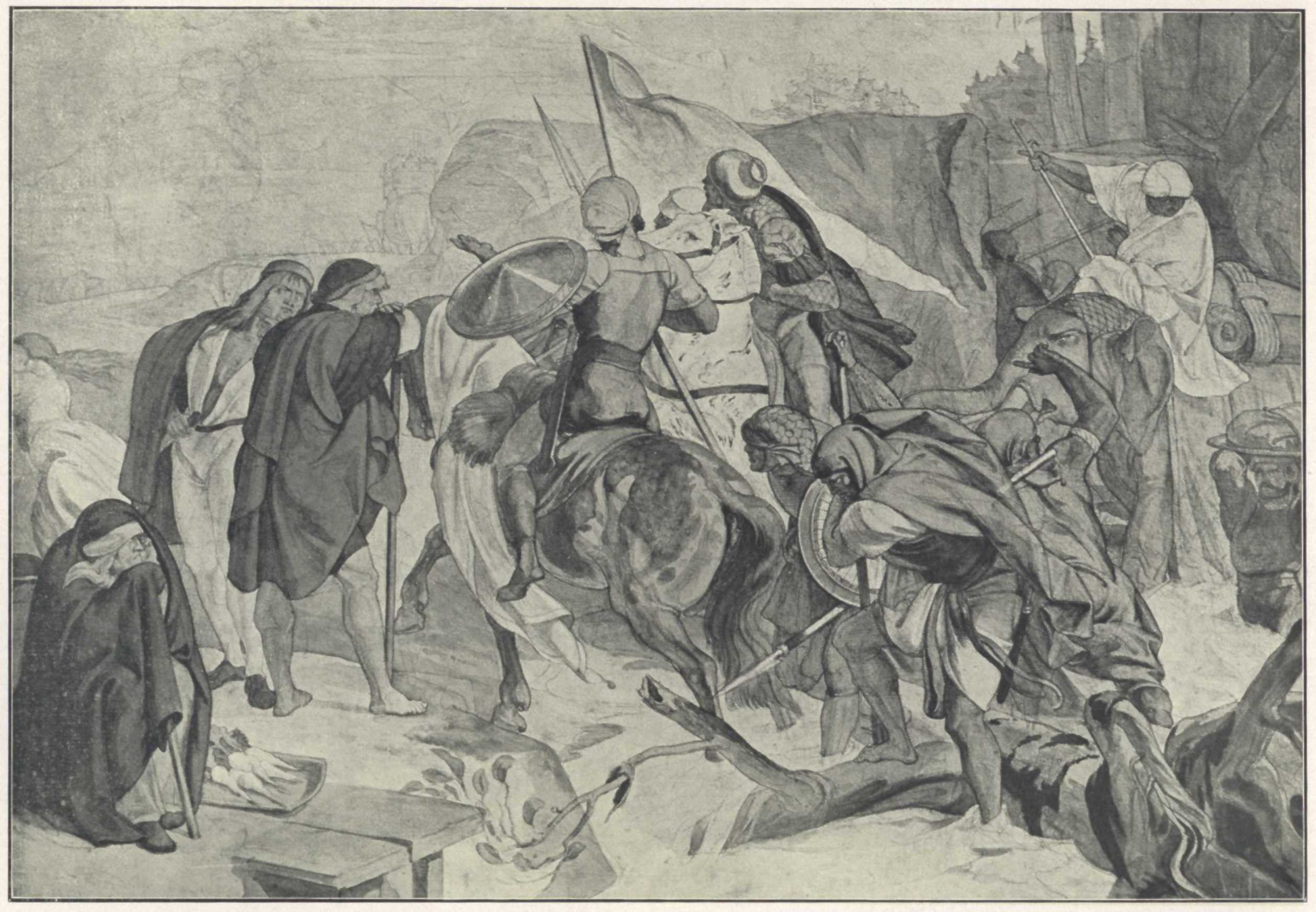
Hannibalszug, Blatt 2: Hannibal’s afrikanisches Heer erblickt im Anmarsch auf Italien beim Ueberschreiten der Druentia die schneebedeckten Berge.
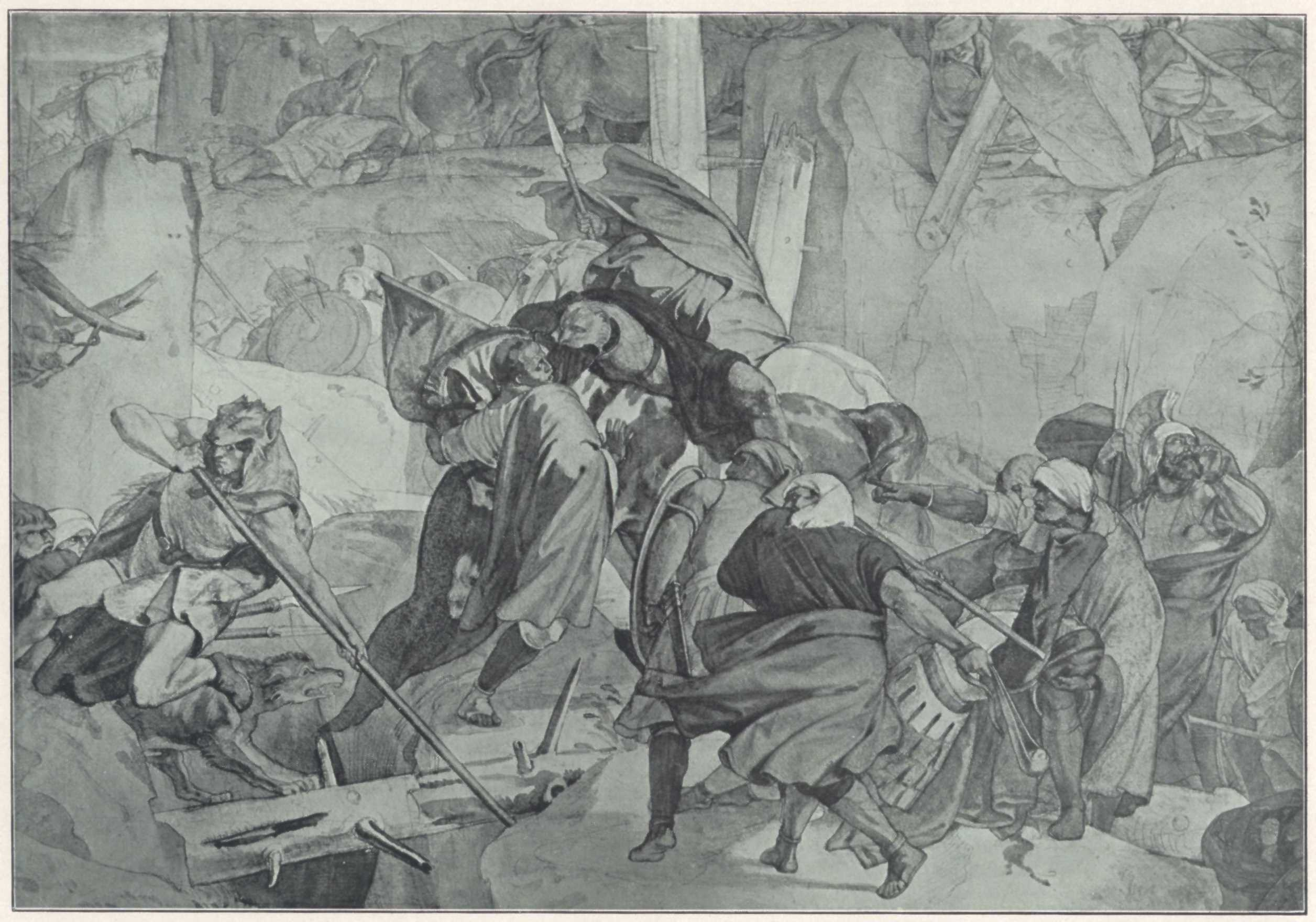
Hannibalszug, Blatt 3: Gefahren und Strapazen des Heeres bei seinem durch Angriffe der Helvetier erschwerten Marsche über die stürmischen Alpenpässe.
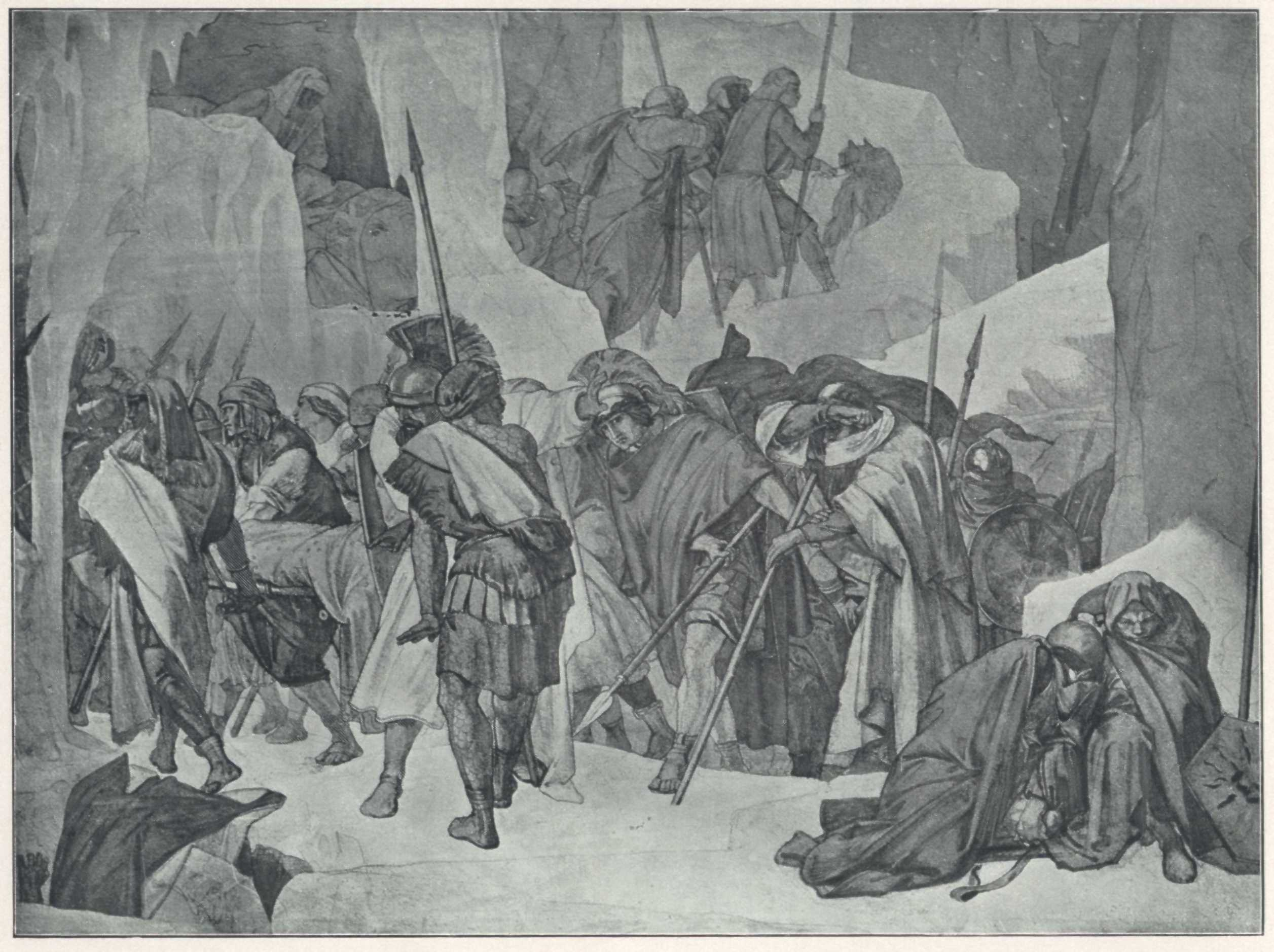
Hannibalszug, Blatt 4: Kampf mit den Elementen in der Eisregion.
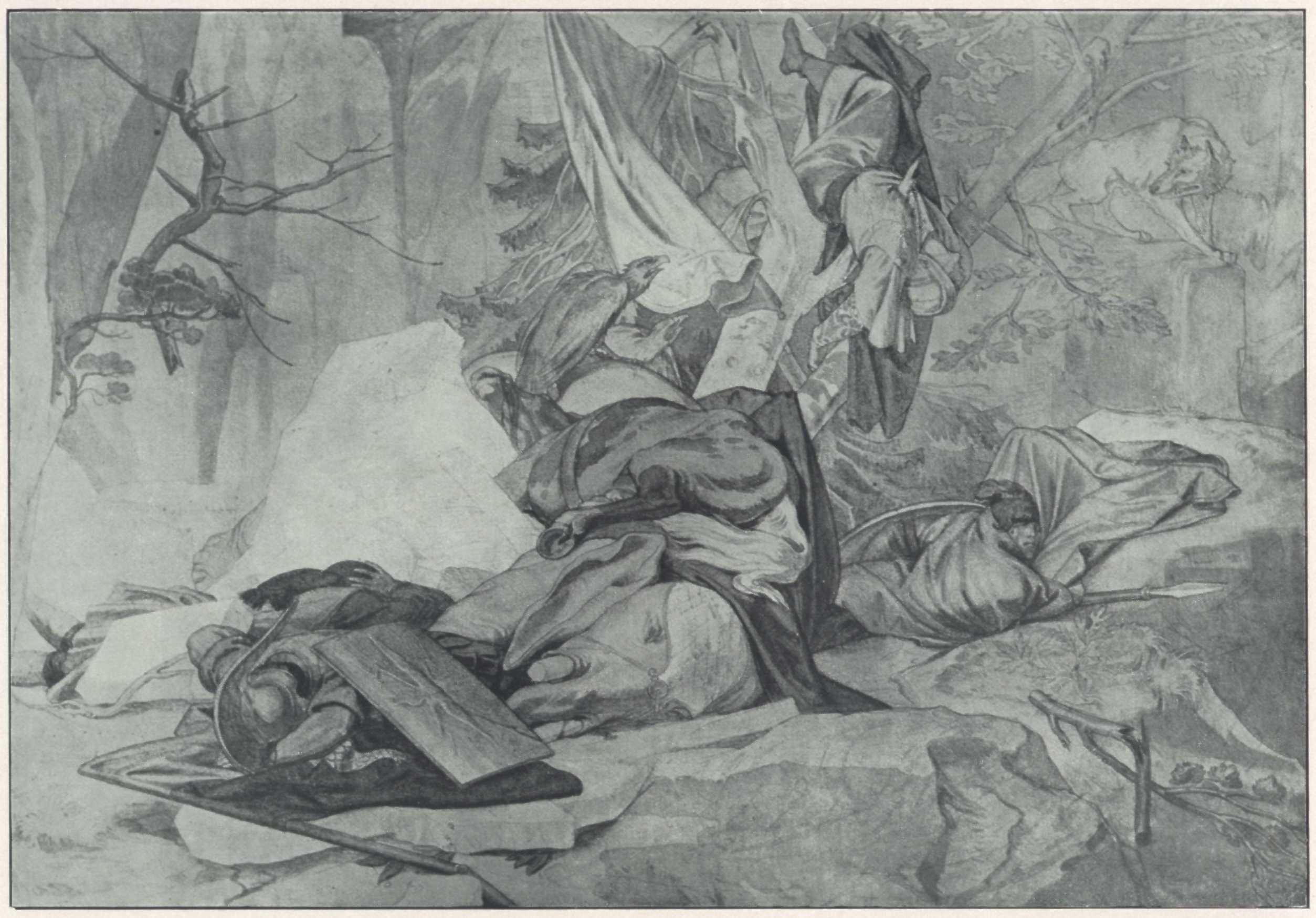
Hannibalszug, Blatt 5: Blick in eine Gletscherspalte mit verunglückten punischen Kriegern.
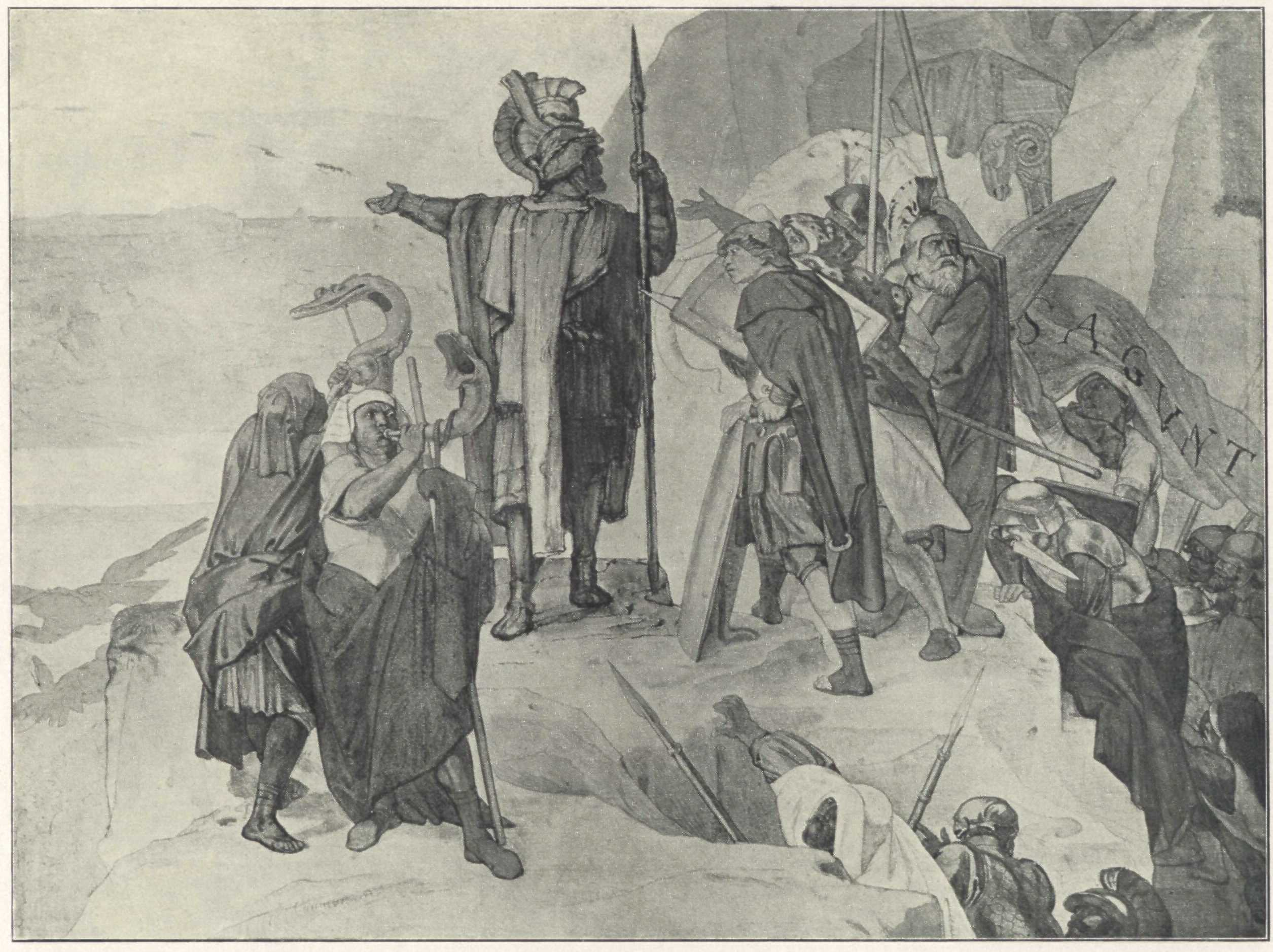
Hannibalszug, Blatt 6: Hannibal zeigt seinem Heere von der Höhe der Berge herab die Gefilde Italiens.

- Die aquarellierten Entwürfe zu Hannibals Zug über die Alpen entstanden 1842 bis 1844.

### Auch ein Totentanz

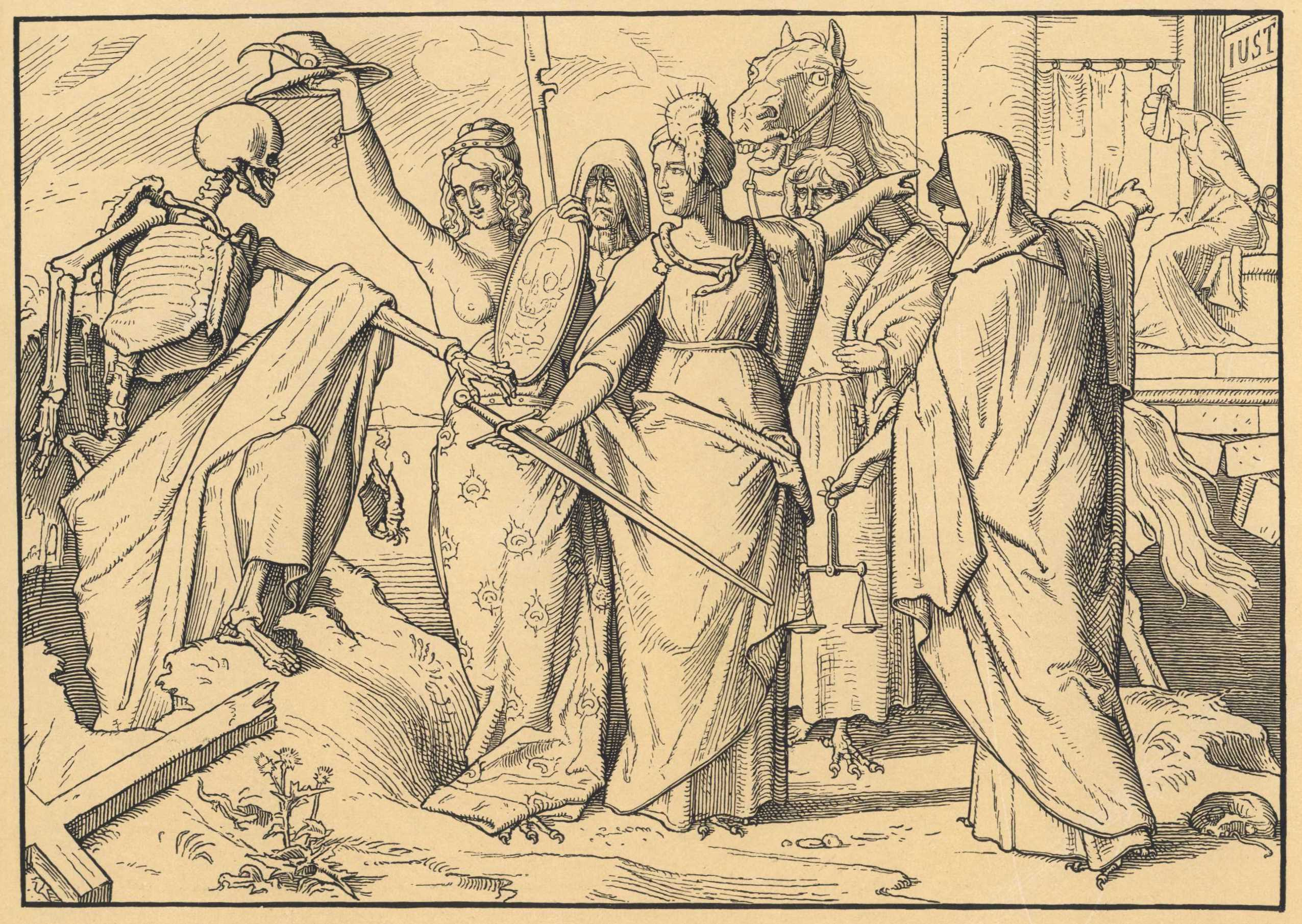
Auch ein Totentanz Erstes Blatt
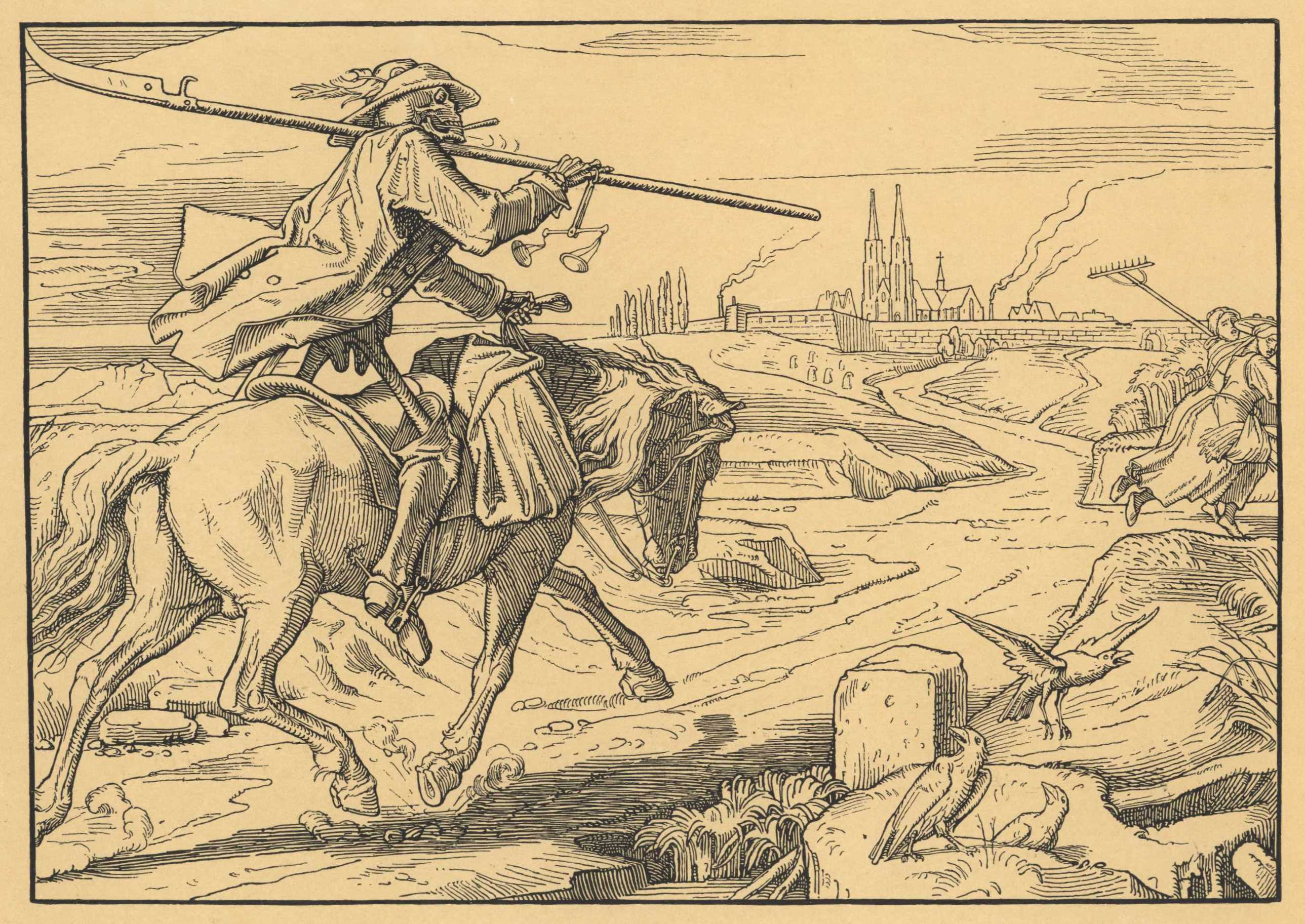
Auch ein Totentanz Zweites Blatt
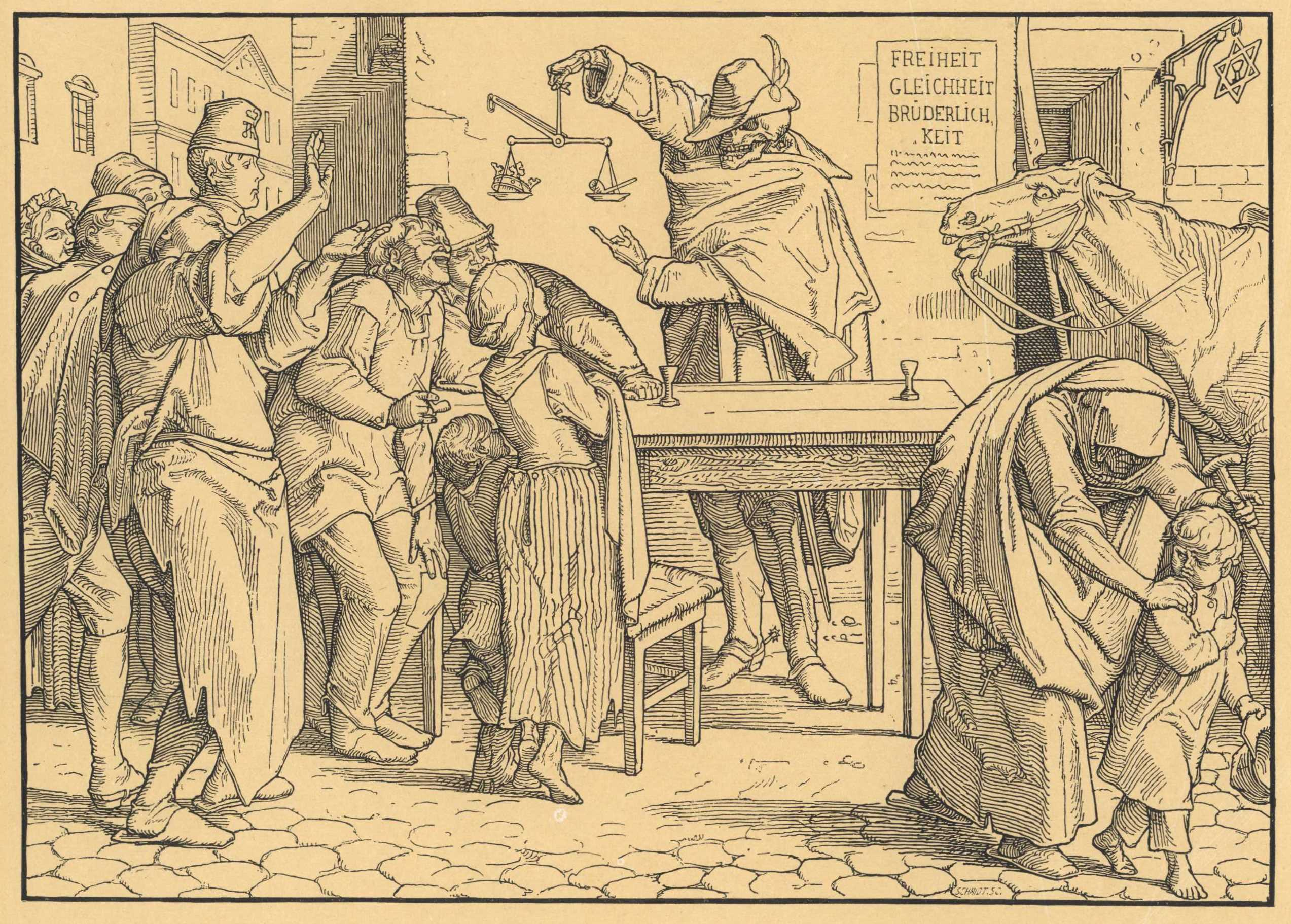
Auch ein Totentanz Drittes Blatt
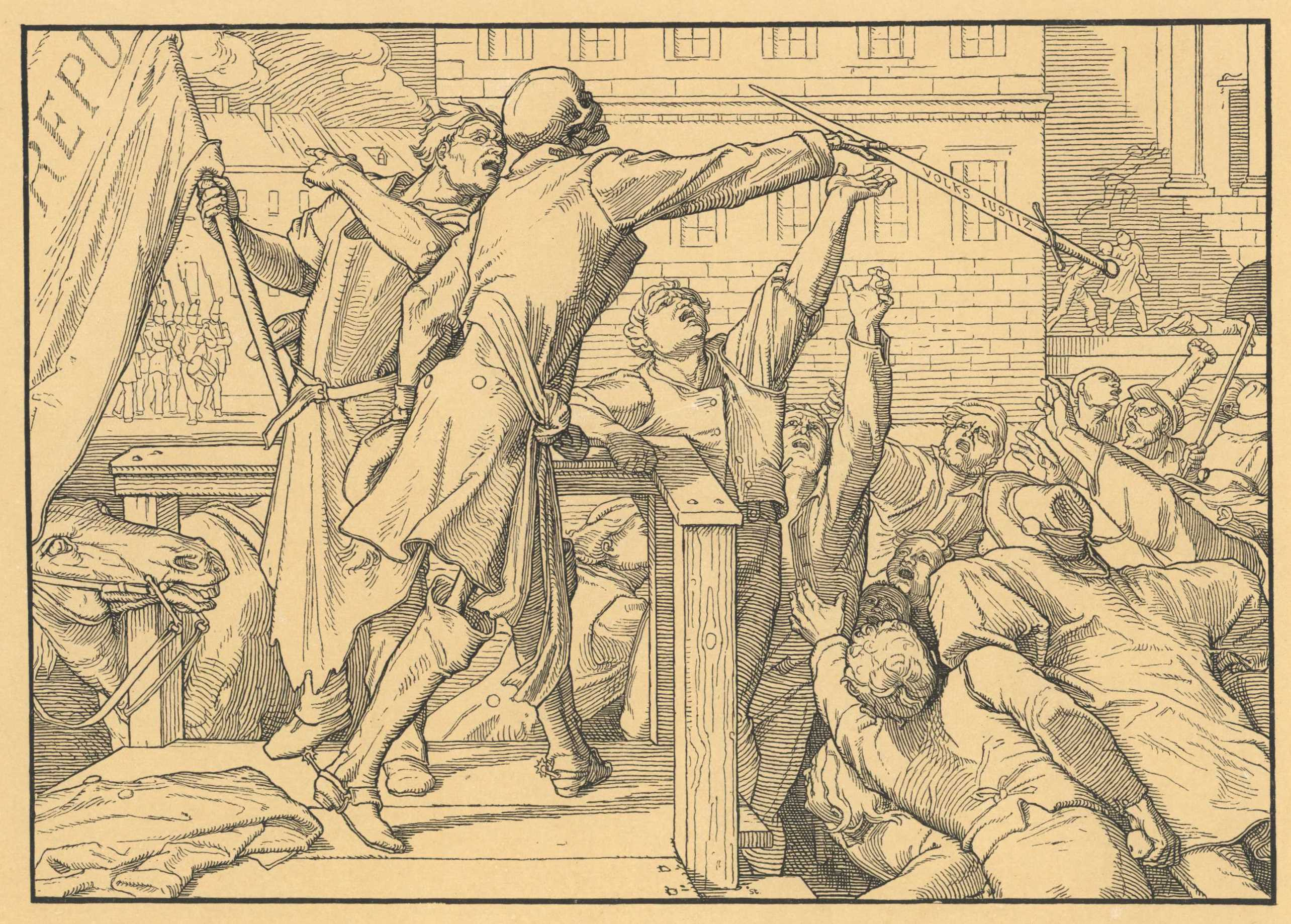
Auch ein Totentanz Viertes Blatt
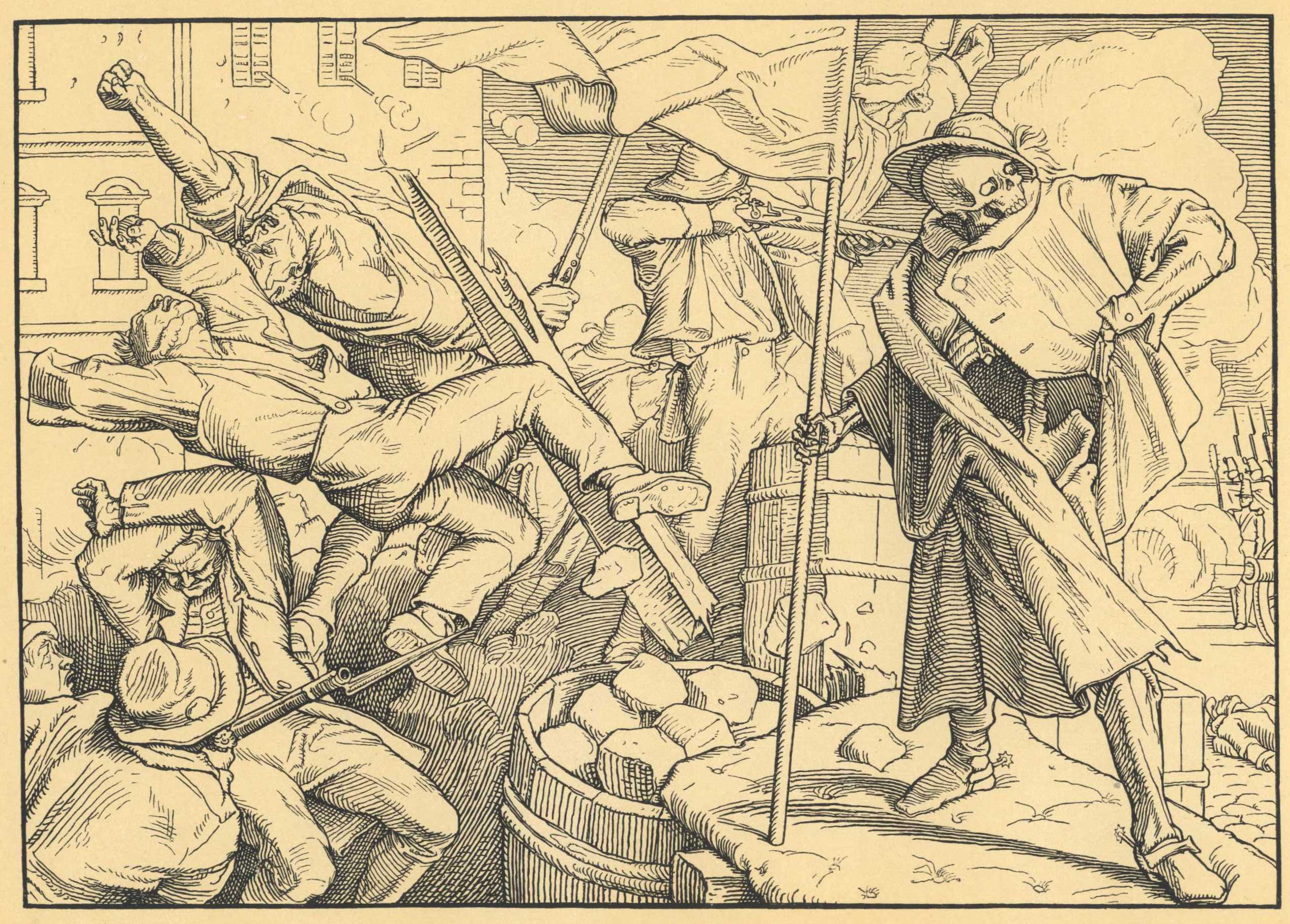
Auch ein Totentanz Fünftes Blatt
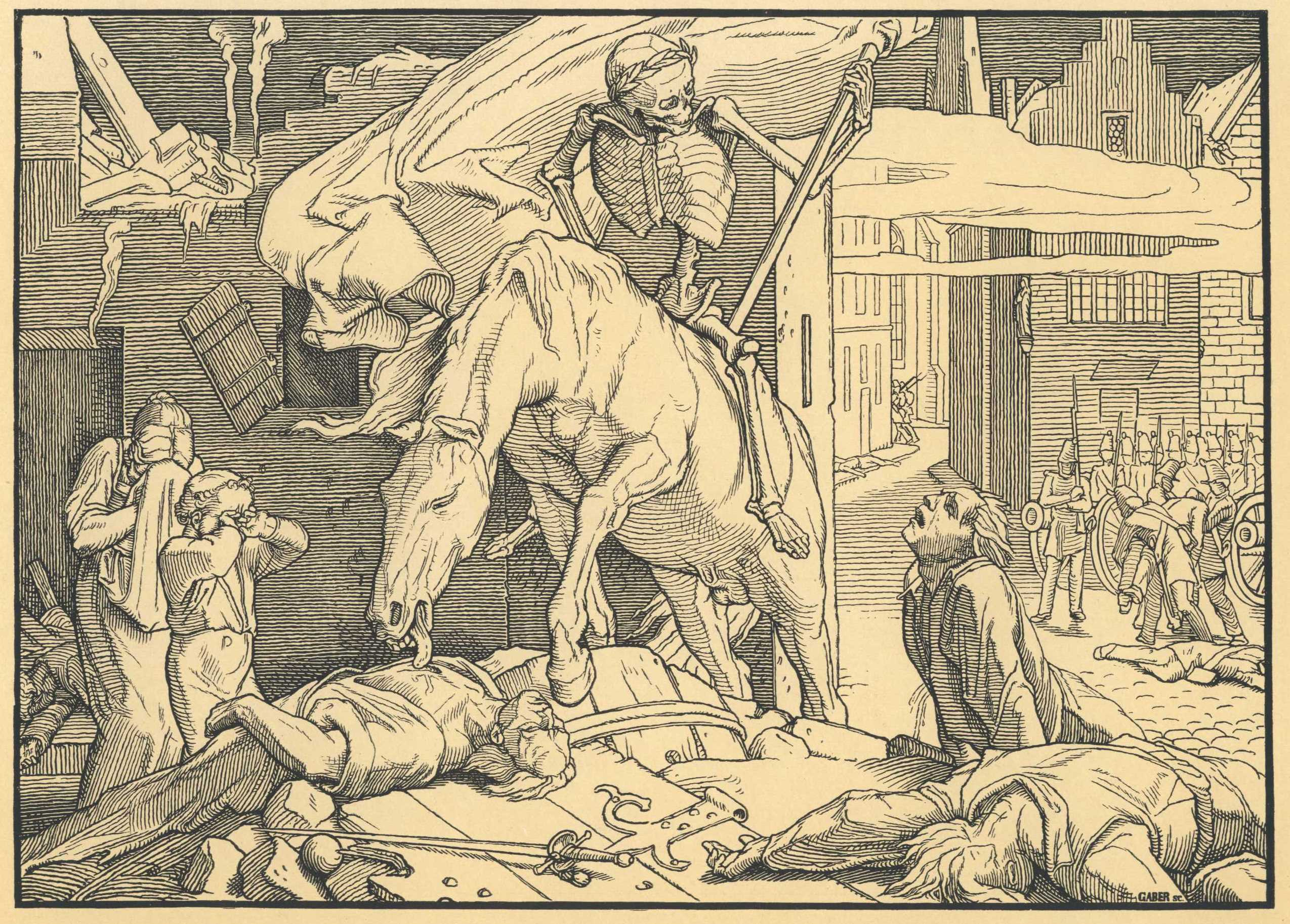
Auch ein Totentanz Sechstes Blatt

- Auch ein Todtentanz. Elischer, Leipzig 1891. Digitalisierte Ausgabe der Universitäts- und Landesbibliothek Düsseldorf

### Das Luther-Lied

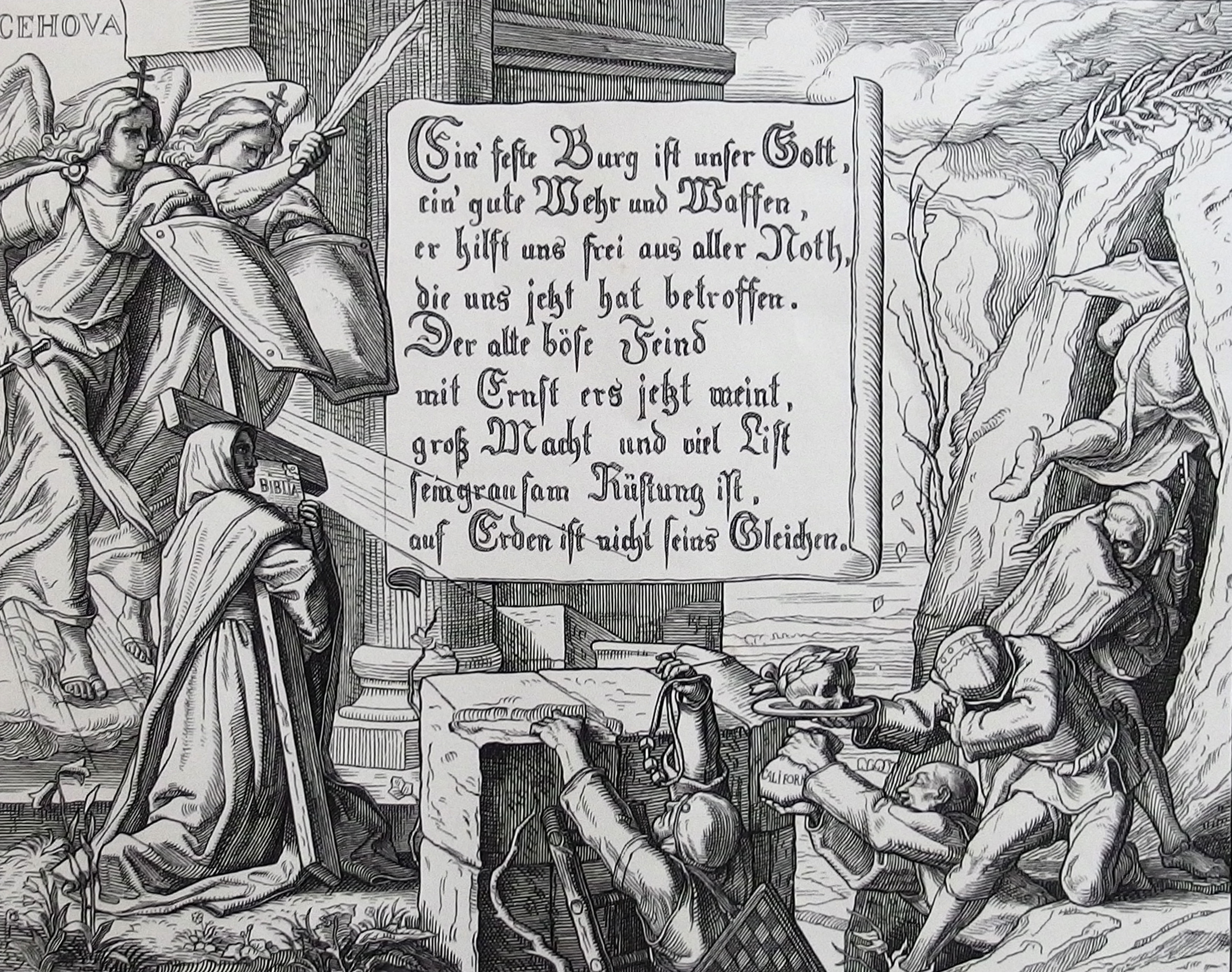
Das Luther-Lied, erstes Blatt: Ein’ feste Burg ist unser Gott
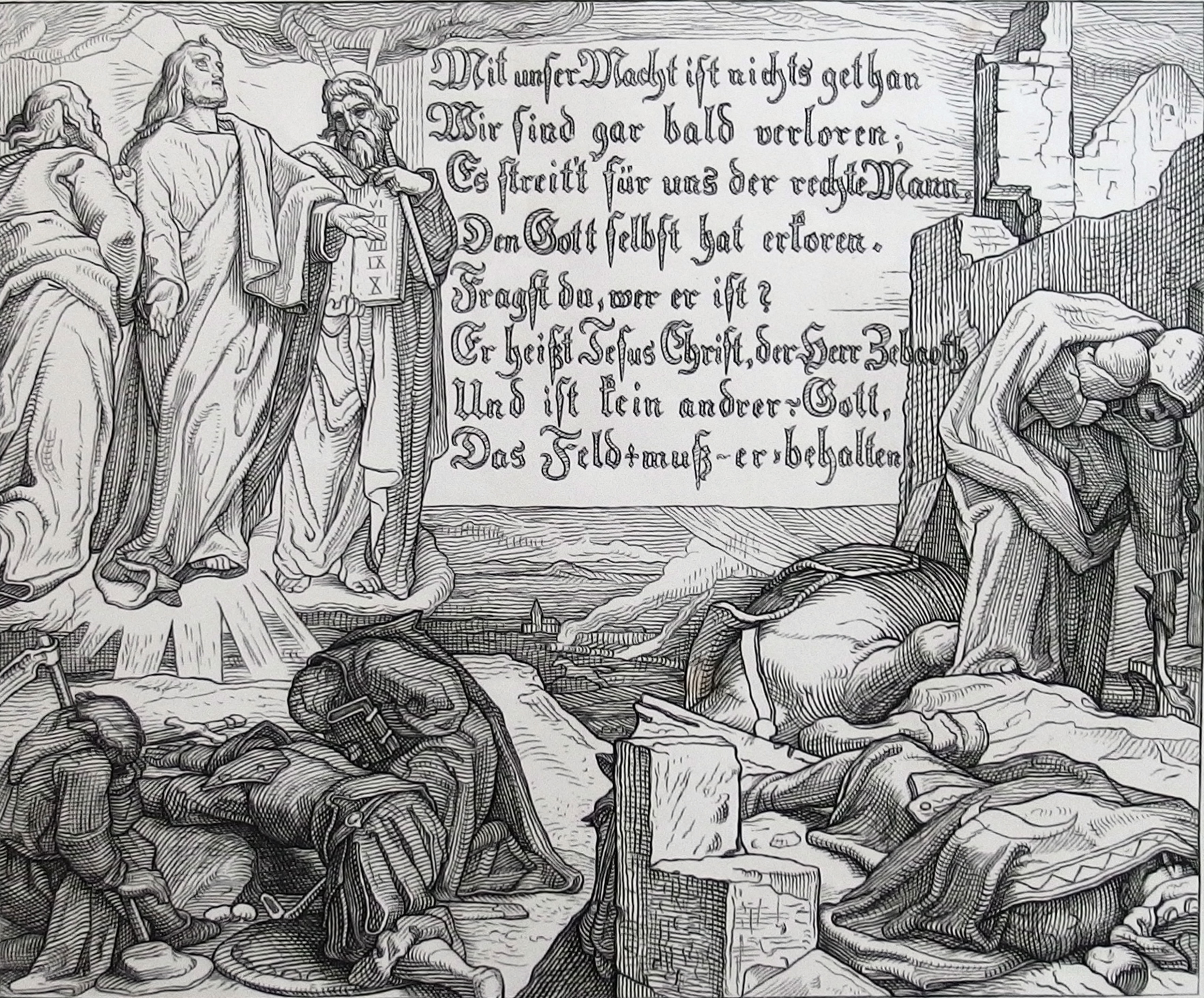
Das Luther-Lied, zweites Blatt: Ein’ feste Burg ist unser Gott
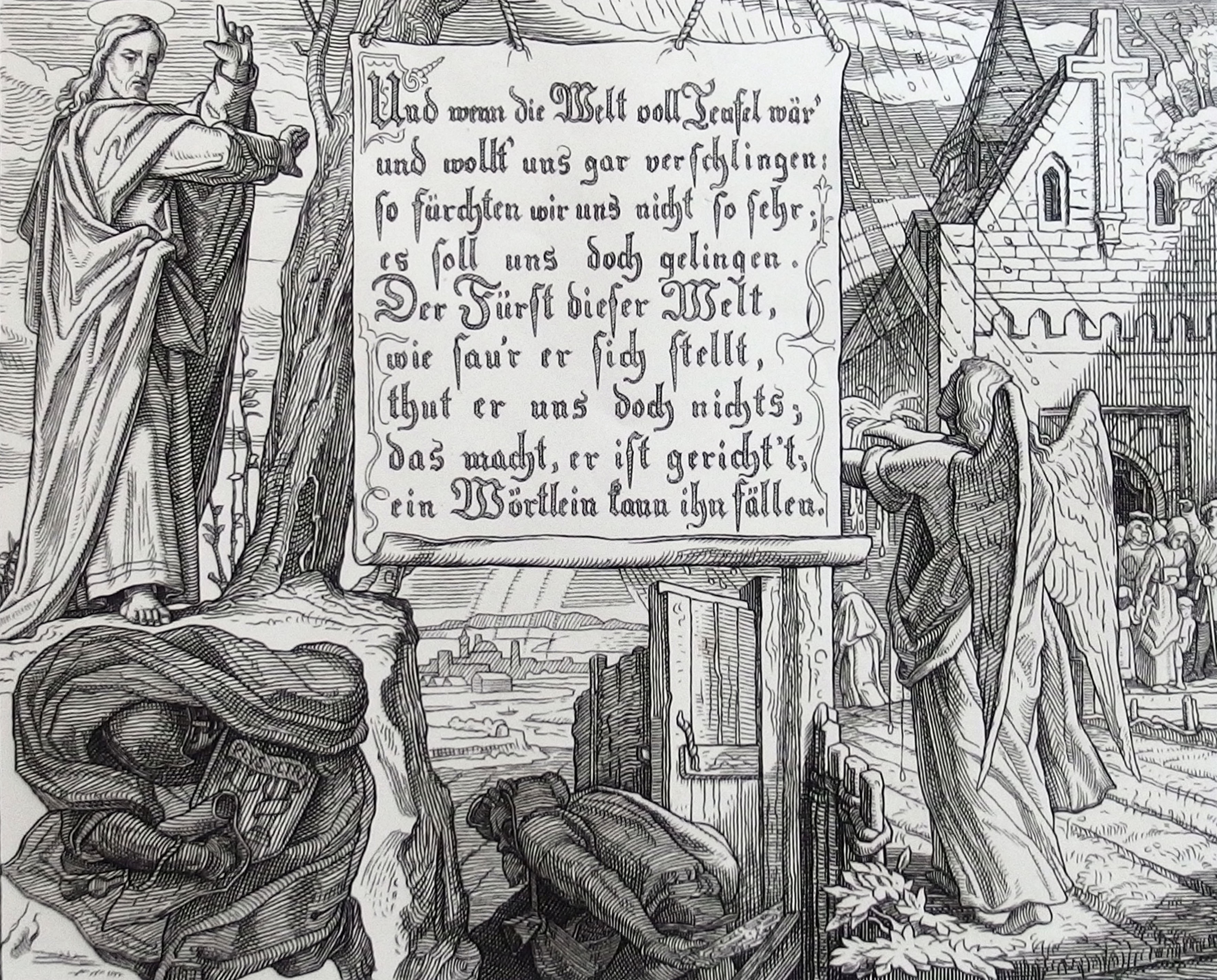
Das Luther-Lied, drittes Blatt: Ein’ feste Burg ist unser Gott

## Ehrungen
- Ehrengrab auf dem Golzheimer Friedhof, Düsseldorf
- Benennung der Rethelstraße in Düsseldorf am 16. Juli 1876 – Alfred Rethel bewohnte zeitweise das damalige Hofgärtnerhaus auf der Hofgartenstraße 1.
- Benennung der Rethelstraße in Dresden – Sie hieß bis 1899 Dorfstraße, dann Hauptstraße, der Micktener Teil hieß Bergstraße. Mit der Eingemeindung nach Dresden bekamen diese dann ab 1904 den gemeinsamen Namen Rethelstraße. Rethel hielt sich ab Herbst 1848 bis 1852 jeden Winter in Dresden auf.[13]
- Seit Ende der 1890er Jahre prangt sein Name an der Ostseite des Gebäudes der Kunstakademie Düsseldorf, links über Haupteingang zwischen Schirmer und Schadow.
- 1920 verausgabte die Stadt Aachen Notmünzen zu 50 und 75 Pfennig sowie zu 2 und 3 Mark mit dem Bildnis Rethels und dessen Lebensdaten.[14]
- Am 15. Mai 2021 wurde vor Rethels Aachener Geburtshaus eine Gedenktafel enthüllt.

## Ausstellungen (Auswahl)
- 2016, 10. Mai bis 10. Juli: Vom Heldenglanz zum Totentanz. Zum 200. Geburtstag des Historienmalers Alfred Rethel. Universitäts- und Landesbibliothek Düsseldorf[15]